# ニューヨーク州

ニューヨーク州
State of New York

州の愛称: エンパイアステート（直訳すると「帝国の州」）
Empire State州のモットー: さらなる高みへ
ラテン語: Excelsior

ニューヨーク州（ニューヨークしゅう、英: State of New York）は、アメリカ合衆国大西洋岸中部にあり合衆国本土では北東部地域に位置する州。面積では第27位の州でもある。かつては50州で最も人口が多かったが、2020年の国勢調査で、現在はカリフォルニア州、テキサス州、フロリダ州に次ぐ4位となっている。
南州境はニュージャージー州とペンシルベニア州、東州境はコネチカット州、マサチューセッツ州およびバーモント州に接する。西はカナダとの国境に接し、名所のナイアガラの滝がある。東南端に、アメリカ最大の都市でもあるニューヨーク市があり、州南部は近郊の大都市圏となっている。一方で、州北部の五大湖湖畔には古くからの工業都市であるバッファローとロチェスターがあり、州都は人口10万人弱のオールバニである。2021年以降、州知事は民主党のキャシー・ホウクルが務めている。
| 家庭で話される言語（ニューヨーク州） 2010 | 家庭で話される言語（ニューヨーク州） 2010 | 家庭で話される言語（ニューヨーク州） 2010 | 家庭で話される言語（ニューヨーク州） 2010 | 家庭で話される言語（ニューヨーク州） 2010 |
| ----------------------------------------- | ----------------------------------------- | ----------------------------------------- | ----------------------------------------- | ----------------------------------------- |
|                                           |                                           |                                           |                                           |                                           |
| 英語                                      | 英語                                      |                                           | 70.72%                                    | 70.72%                                    |
| スペイン語                                | スペイン語                                |                                           | 14.44%                                    | 14.44%                                    |
| 中国語                                    | 中国語                                    |                                           | 2.61%                                     | 2.61%                                     |

| 人種構成（ニューヨーク州） 2010 | 人種構成（ニューヨーク州） 2010 | 人種構成（ニューヨーク州） 2010 | 人種構成（ニューヨーク州） 2010 | 人種構成（ニューヨーク州） 2010 |
| ------------------------------- | ------------------------------- | ------------------------------- | ------------------------------- | ------------------------------- |
|                                 |                                 |                                 |                                 |                                 |
| 白人                            | 白人                            |                                 | 58.3%                           | 58.3%                           |
| ヒスパニック                    | ヒスパニック                    |                                 | 17.6%                           | 17.6%                           |
| 黒人                            | 黒人                            |                                 | 15.9%                           | 15.9%                           |
| アジア系                        | アジア系                        |                                 | 7.3%                            | 7.3%                            |
| インディアン                    | インディアン                    |                                 | 0.6%                            | 0.6%                            |
| 混血                            | 混血                            |                                 | 3.0%                            | 3.0%                            |

## 歴史

### 連邦に加盟するまで
17世紀初め、レナペ族、イロコイ族との生皮の取引のために、オランダの交易拠点が造られ、これが発展したのがニューネーデルラント植民地だった。交易拠点としては、1614年に現在のオールバニ市に近くナッソー砦が造られたのが最初だった。1625年にアムステルダム砦が造られ、これがニューアムステルダムとなり、現在のニューヨーク市のはじまりとなった。第二次英蘭戦争の間の1664年にイギリスがニューネーデルラントを占領し、ここをニューヨーク植民地として支配し始めた。オランダは一度は取り返したものの、第三次英蘭戦争を終結させる1674年のウェストミンスター条約で正式にイギリスのものとされた。
1685年に王冠植民地となり、1688年にはニューイングランド王領の一部となり、1691年にニューヨーク植民地に戻った。フレンチ・インディアン戦争（1755年-1763年）のときにはニューヨーク植民地からも多くの者がイギリス軍に徴募された。1765年、イギリスはこの戦争の負債を償還するためにアメリカの植民地に印紙法によって新たな税金を課そうとした。ニューヨーク市の現在はフェデラル・ホールとなっている場所で、いくつかの植民地代表が集まり、対応を協議するための印紙法会議を開いた。それに続く印紙法施行に対する妨害行動が続き、1766年に印紙法は撤廃された。その後もタウンゼンド諸法や茶法などイギリスは新たな政策を実施しようとしたがことごとく失敗し、1774年に耐え難き諸法を制定したことでアメリカは独立への動きを加速させた。1775年10月19日、イギリスから指名されていた知事がニューヨークを離れたことでイギリスの支配は終わった。

### 連邦への加盟
アメリカ独立戦争の間の1776年8月、ロングアイランドでこの戦争中最大の戦闘が行われた。9月にイギリス軍はニューヨーク市を占領し、1783年11月の解放の日まで占領を続けた。この間にもニューヨーク市以外の地域で独立のための活動は続けられており、1776年7月9日にニューヨーク邦が創設され、1777年にはニューヨーク憲法が制定された。1779年にはサリバン遠征を行いイロコイ族集落を殲滅した。1787年にアメリカ合衆国憲法が提案されると、ニューヨーク邦でもその批准のための活発な議論が行われた。アレクサンダー・ハミルトンらが『ザ・フェデラリスト』で批准の必要性を訴え続けた結果、1788年7月26日にアメリカ合衆国憲法を批准し、ニューヨーク州は合衆国第11番目の州となり、ニューヨーク市は連邦の首都となった（1790年まで）。1797年にオールバニがニューヨーク州の州都となった。

### その後の歴史的出来事
1825年にエリー運河が完成し、ハドソン川からエリー湖までの水運が可能となった。1853年にニューヨーク・セントラル鉄道が開通し運河との競合が始まった。これら交通の発達でニューヨーク州は産業革命が進展し、一大工業地帯を形成した。19世紀後半にニューヨーク市は世界の金融の中心として頭角を現し、1929年にウォール街大暴落が起こったことで世界恐慌に発展するほどの影響力をつけていた。第二次世界大戦後の好況に続いて世界規模の貿易戦争が起こり、これに敗れたニューヨーク州の工場は次々と操業を停止し、ラストベルトと呼ばれる地帯を形成した。

### 2020年コロナウイルスの感染拡大
2020年、新型コロナウイルスの感染拡大はニューヨーク州にも及び、3月20日午前の段階で州内の感染者数は7000人を超え、死者は35人に上った。アンドリュー・クオモ州知事は、ウイルスの感染拡大を防ぐため、生活に不可欠な業種以外の全労働者に自宅待機を義務づけると発表。不要な個人の集会を禁止し、公共交通機関の利用を控えるよう勧告した。また3月27日、知事はジェイコブ・ジャビッツ・コンベンションセンターに設置された医療施設をモデルに、アケダクト競馬場など大規模施設に医療施設を設置すると発表した。
4月8日、州内の死者数が799人/日を数え直近のピークを迎えた。4月18日、知事は死者数が前日比90人/日減となり、過去2週間で最も少なかったと発表。感染のピークを脱しつつあるとの認識も示した。この時点の州内の死者数は約13000人（疑いのある者を含めると17000人超）。ただし、新規入院者数は依然として約2000人/日台であることを示し、早期の外出制限の緩和などには慎重な姿勢を示した。

## 地理
形としてはほぼ正三角形をしており最南端に人口880万人の大都市ニューヨーク市と大きな島ロングアイランド島がある。ニューヨーク市を構成する五つの行政区（ニューヨーク行政区）のうち四つは、ハドソン川河口の三つの島にある。すなわちマンハッタン島のマンハッタン区、スタテンアイランド島のスタテンアイランド区、ロングアイランド島のブルックリン区とクィーンズ区である。あとの一つはブロンクス区である。これらの行政区はそれぞれニューヨーク州の郡でもある。ロングアイランドの東ではロードアイランド州と海上の州境がある。
州都オールバニはニューヨーク市からハドソン川を300kmほど北に遡ったところにあり、17世紀にオランダが造った古い港町である。西端近くには人口約30万人の州第2の都市バッファロー市がある。その北東方、オンタリオ湖岸に精密工業で有名なロチェスター市がある。
ニューヨーク都市圏（メトロノース鉄道の範囲）より北方をアップステイトと呼び、アップステイトはニューヨーク都市圏に比べ冬は5度から8度程度寒く、降雪量もやや多い。その東方は大アパラチア渓谷、北方にはセントローレンス川を隔ててカナダとの国境があり、シャンプレーン湖が南北に長く続き、ハドソン川が南に流れて大西洋に至る。オールバニ市の北方には、州内最高峰のマーシー山（標高5,343 フィート、1,629 m）を抱えるアディロンダック山地を含め州の1/5ほどの面積を占める巨大な自然保護区、アディロンダック州立公園がある。南西にはアルゲイニー台地が広がり、その一部であるキャッツキル山地から流れ出る水がニューヨーク都市圏の水需要に供している。西部のアレゲイニー川はオハイオ川の支流であり、サスケハナ川はチェサピーク湾に、デラウェア川はデラウェア湾に注いでいる。
ニューヨーク州の面積は54,556 平方マイル (141,300 km2) であり、全米で27位と中程度の大きさの州だが面積は北海道と九州を併せた程度あり、東西最大500km、南北最大450kmに広がっている。最南端の都市ニューヨーク市から第2の都市バッファローまで自動車で行くと約6〜7時間を要する。山がちな地形であり人間の身長から地平線を望めるほどの平原はない。ただし、いわゆる山岳地帯ではなく、高さ数百メートルの小山や丘が点在している。
ニューヨーク州の境界（北西部から時計まわりに）は、五大湖のうちの二つの湖（ナイアガラ川によってつながっているエリー湖およびオンタリオ湖）、カナダのオンタリオ州およびケベック州、三つのニューイングランドの州（バーモント州、マサチューセッツ州およびコネチカット州）並びに二つの中部大西洋岸の州（ニュージャージー州とペンシルベニア州）となっている。
参照：ニューヨーク州の郡一覧

### 気候

湖水効果がニューヨーク州西部に雪を降らす主要因である。

ニューヨーク州は概して湿潤大陸性気候であるが、ニューヨーク市はケッペンの気候区分で温暖湿潤気候にあたる。ニューヨーク市の天候は二つの大陸性気団の影響を強く受ける。すなわち、南西からの暖かく湿った気団と、北西からの冷たく乾燥した気団である。
州内の高原地帯での冬は長く寒い。冬季の大半で、北部高原では気温が −13°F (−25 ℃) 以下となり、南西部や東中部の高原では 5°F (−15 ℃) 以下となる。
夏の気候はアディロンダック山地、キャッツキル山地および南部の標高が高い地域で冷涼である。ニューヨーク市とロングアイランド地域およびハドソン川下流域では、比較的温暖な夏となり、不快な高湿度の期間もある。ニューヨーク州の残りの地域では快適で温暖な夏だが、時として短期間蒸し暑い期間がある。州の大半で夏の日中の気温は 70°F台〜80°F台 (25℃〜30℃) である。
一人当たりの温室効果ガスの排出量で、ニューヨーク州は50州中46番目である。これは主に公共交通機関の利用率が高いことによる。
| 都市              | 1月    | 2月   | 3月  | 4月  | 5月   | 6月   | 7月   | 8月   | 9月   | 10月  | 11月 | 12月 |
| ----------------- | ------ | ----- | ---- | ---- | ----- | ----- | ----- | ----- | ----- | ----- | ---- | ---- |
| オールバニ        | -1/-11 | 1/-9  | 7/-4 | 14/2 | 21/8  | 26/13 | 28/16 | 27/14 | 2/10  | 16/4  | 9/-1 | 2/-7 |
| ビンガムトン      | -1/-9  | -1/-8 | 5/-4 | 12/2 | 19/8  | 23/12 | 26/15 | 24/14 | 20/10 | 14/4  | 7/-1 | 1/-6 |
| バッファロー      | -1/-8  | 1/-7  | 6/-3 | 12/2 | 19/9  | 24/14 | 27/17 | 26/16 | 21/12 | 15/6  | 8/1  | 2/-4 |
| ロングアイランド  | 4/-5   | 4/-4  | 9/-1 | 14/4 | 21/9  | 25/16 | 28/19 | 28/18 | 24/14 | 18/7  | 12/2 | 7/-2 |
| ニューヨーク市    | 3/-3   | 5/-2  | 10/2 | 16/7 | 22/12 | 26/17 | 29/21 | 28/20 | 24/16 | 18/10 | 12/5 | 6/0  |
| ロチェスター      | -1/-8  | 1/-8  | 6/-4 | 12/2 | 20/8  | 25/13 | 27/16 | 26/15 | 22/11 | 16/5  | 8/1  | 2/-5 |
| シラキュース      | -1/-10 | 1/-9  | 6/-4 | 13/2 | 20/8  | 25/13 | 28/16 | 27/15 | 22/11 | 16/4  | 8/0  | 2/-6 |
| 上表の温度は℃表示 |        |       |      |      |       |       |       |       |       |       |      |      |
| Source:           |        |       |      |      |       |       |       |       |       |       |      |      |

### 州立公園

二つの主要州立公園であるアディロンダック公園とキャッツキル公園

ニューヨーク州には多くの州立公園と二つの大きな保護森林がある。アディロンダック公園はバーモント州の大きさにほぼ匹敵し、国内最大の州立公園である。1892年に設立されて州憲法で保護されている。公園とする考えは1864年のジョージ・パーキンス・マーシュの著作『人と自然』で紹介された。マーシュは、地中海のかつては植物が繁茂していた地域を引き合いに出し、「人の営みによって地球の表面を月の表面とそっくりにしてしまう」と言って、森林を取り去ると砂漠化に繋がると主張した。
キャッツキル州立公園は1855年に成立した法律で保護されており、その土地は保護され、決して売却も賃貸もされてはならないと宣言された。面積は70万エーカー (2,800 km2) あり、ボブキャット、ミンク、フィッシャーなどが棲んでいる。クロクマの生体数は400頭ほどといわれている。州が運営する多くのキャンプ場があり、総延長300マイル (480 km) 以上の多目的道路が走っている。
モントークポイント州立公園にはジョージ・ワシントン大統領が発注したことで有名なモントーク灯台があり、ロングアイランドの東端、サフォーク郡イーストハンプトンにある。同じくロングアイランドのヒザーヒルズ州立公園にはキャンプ場があり、投げ釣りで人気がある。

## 人口動勢

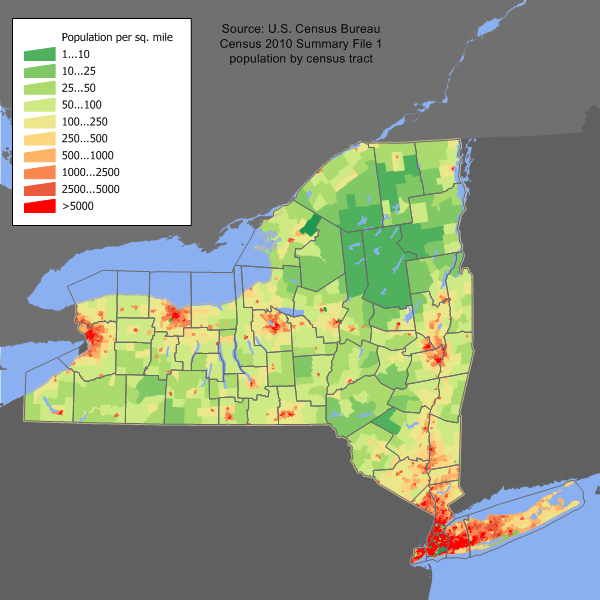
ニューヨーク州の人口密度図

アメリカ合衆国統計局によると、2020年4月時点のニューヨーク州の人口は20,201,249人で、カリフォルニア州、テキサス州、およびフロリダ州に続いてアメリカ合衆国で4番目に多い。
ニューヨーク州は土地が開けているにもかかわらず、人口の92%が都市に住んでいる都会型の州である。
ニューヨーク州は他の州への移住率が高いために人口成長率は低い。2000年と2005年にニューヨーク州からフロリダ州に移転した人口は、他のどの州からも他州へ移転した人口を上回った。しかし、世界的に見れば国外から入る移民が多い州になっており、2008年時点の移民人口は420万人とカリフォルニア州に次ぐ数字になっている。アップステート・ニューヨークがかなりの移民の受け入れ先になっているものの、ニューヨーク市周辺が経済的に活気があり、世界市民的文化を保持しているために、ここに定着する者が多い。
ニューヨーク州の人口重心はディアパークがある、オレンジ郡となっている。ニューヨーク市とその郊外8郡の総人口は13,209,006人であり、州内人口の68.42%を占めている。

### 人種構成と出身国

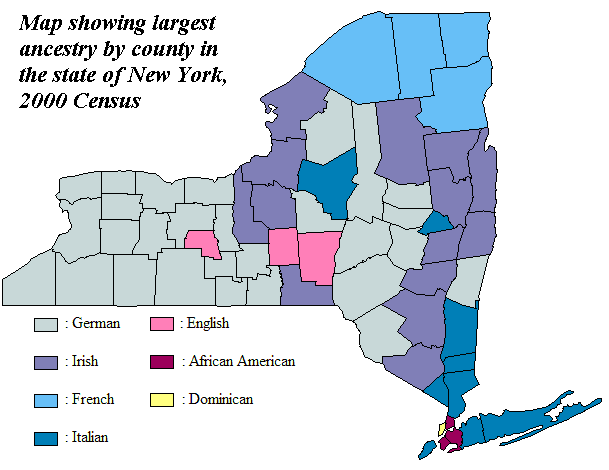
ニューヨーク州の出身国による構成比率が高い地域の図

ニューヨーク州内で上位5位の祖先グループは黒人 (15.8%)、イタリア系 (14.4%)、アイルランド系 (12.9%) およびドイツ系 (11.1%) である。2004年推計によると、人口の20.4%は外国生まれだった。
この州の人種的な構成は以下の通りである。
- 62.0% ヒスパニック以外の白人
- 15.9% アフリカ系
- 15.1% ヒスパニック系
- 5.5% アジア系
- 0.4% ネイティブ・アメリカン
- 3.1% 混血

ニューヨーク州は南部のジョージア州に次ぐ2位大きいアフリカ系アメリカ人がいる州であり、アジア系アメリカ人も第2位である。他にもプエルトリコ系、ドミニカ系およびジャマイカ系の人口が最大である。ニューヨーク市のハーレム地区は歴史的にサハラ以南のアフリカ人の文化的中心となっており、ベッドフォード・スタイベサント地区が国内でも最大の集中地となっている。
やはりニューヨーク市のクィーンズ区は州内最大のアジア系アメリカ人人口がおり、国内でも最大級に民族的多様性の進んだ地区になっている。アジア系アメリカ人が次に多いのが、マンハッタンのチャイナタウンである。クィーンズ区は他にもアンデス地方（コロンビア、エクアドル、ペルーおよびボリビア）の出身者数が国内最大である。
2000年国勢調査に拠れば、スタテンアイランドとロングアイランドでは、イタリア系アメリカ人が最も多く、次はアイルランド系アメリカ人だった。オールバニや州南東部から中部にかけてもイタリア系やアイルランド系が多い。バッファローや州西部では、ドイツ系アメリカ人が最大である。州北部にはフランス系カナダ人が多い。ニューヨーク州は国内でもイタリア系が最も多い州である。
ニューヨーク州人口の6.5%は5歳未満であり、18歳未満は24.7%、65歳以上は12.9%となっている。女性の構成比は51.8%である。
2000年国勢調査に拠れば、5歳以上の人口の13.61%が家庭でスペイン語を話し、2.04%は中国語（広東語と北京官話を含む）、1.65%はイタリア語、1.23%はロシア語を話している。

### 宗教
2001年時点で、ニューヨーク州における最大宗派はローマ・カトリック (総計州人口の約40%以上) だった。次いでプロテスタントが30%、ユダヤ教8.4%、イスラム教3.5%、仏教1%と続き、無宗派は13%だった。プロテスタントの中ではメソジストが403,362人、バプテストが203,297人、米国聖公会が201,797人という信者数だった。

## 先住民族部族

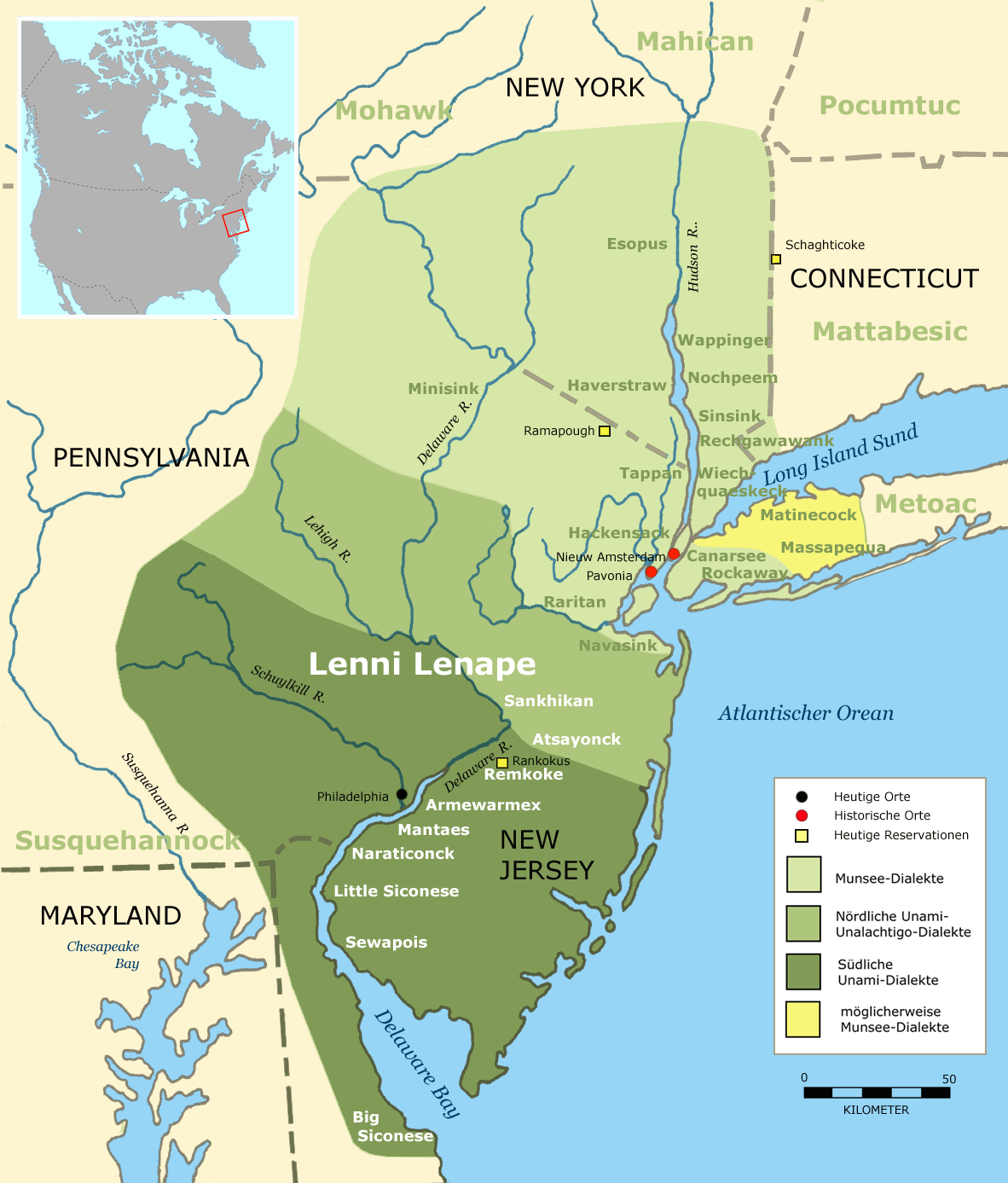
ニューヨーク州近辺のインディアン部族のかつての分布図

デラウェア族、エリー族、マヒカン族、モヘガン族、モンタウク族、ニュートラル族、サポニ族、ツテロ族、ワッピンガー族、ウェンローロノン族などのインディアン部族が全域でウィグワムによる移動狩猟採集生活を営んでいた。
イギリス人入植の最初期からこの地は土地をめぐる争いの場とされ、インディアンたちはイギリス・フランス・入植政府の代理戦争を引き受けさせられた。さらに農耕民族のイロコイ族が16世紀に東部から北上してきて、5部族からなる巨大な軍事同盟を組み、周囲のインディアン部族や白人入植者を圧倒した。タスカローラ族は「タスカローラ戦争」（1712〜13年）の後、ノースカロライナ州から北上し、イロコイ連邦に加盟した。17世紀以降、入植者とインディアンの戦いは苛烈を極め、エリー族やウェンローロノン族などが弱体化し、他の部族に吸収され消滅していった。
現在、ニューヨーク州でアメリカ連邦政府が公式認定し、保留地 (Reservation) を領有しているインディアン部族は、「イロコイ連邦」を構成する以下の9部族である。タスカローラ族からカユーガ族までの6部族は連邦制をとっており、「イロコイ連邦」として知られる。
イロコイ連邦はアメリカ連邦内務省の出先機関であるBIA（インディアン管理局）の傀儡である「部族政府」を設置しないことで自治権条約を固持しており、アメリカ・カナダの両連邦政府からもニューヨーク州政府からも直接権限の及ばない、インディアン部族では例外的な中立独立国家の体制を保っている。1794年のジェイ条約に始まる国際協定で、彼らはアメリカ国外とのパスポートを必要としない自由な往来を保証されている。

イロコイ連邦の部族国旗

モホーク族アクエサスネ・バンドは連邦協定に基づき、カナダのオンタリオ州とアメリカ合衆国のニューヨーク州をまたいだ「セントリージス・モホーク族保留地」を領有している。カナダとアメリカを分けるセントローレンス川に架かる「国境交差連絡橋」は、アクエサスネ・モホーク族を記念して2000年に「三国家の交差点 (Three Nations Crossing)」と命名された。
2009年、カナダ政府がアクエサスネ・モホーク族の「セントリージス・モホーク族保留地」に2009年6月1日から国境警察官を軍備配置すると決定したことに抗議し、モホーク族の抗議隊は5月31日、カナダ側の国境通関施設を座り込み占拠した。これに対しカナダ国境サービス庁 (CBSA) は「三国家の交差点」を封鎖し、往来を拒まれたモホーク族は部族カジノや商店の営業が妨害され、多大な経済的損失を被ったとしてこれを提訴。一か月余りにわたる国境閉鎖の末、CBSAは7月13日にこれを橋の封鎖を解除した。
1993年8月25日、セネカ族トナワンダ・バンドはナイアガラ川のグランドアイランド周辺の土地の部族への返還を求め、ニューヨーク州を相手取り、合衆国地方裁判所に提訴した（「グランド・リバー土地係争」）。2002年6月21日にこの訴えは退けられ、部族は即時上告し、2004年9月9日に合衆国控訴裁判所は予審法廷の開廷を決定したが、最高裁判所は2006年6月5日に審理を拒否している。「イロコイ連邦」の6部族は同様にカナダに対してもオンタリオ側のダグラス・クリークの土地の返還訴訟を行っており、激しい抗議デモが年次拡大している。
連邦政府の承認が無い部族は「絶滅した」とみなされ、存在しないことになっていて、多くの部族が自治権限と保留地を求め、連邦認定を要求中である。ロングアイランドにはプースパチュック族とシンネコック族の2部族が州政府から認定を受け、州立の保留地を持つが、連邦の保留地よりも権限は弱く、州の規定で「インディアン・カジノ」を持てないでいる。
シンネコック族は2005年に、サウザンプトンの部族伝来の土地14km2の返還訴訟を起こした。同部族は1978年から連邦公認申請を行っている。
《アメリカ連邦政府が公式認定している部族・団体》
- 「イロコイ連邦」
  - 「タスカローラ族」
  - 「オナイダ族」
  - 「モホーク族」
  - 「オノンダーガ族」
  - 「セネカ族」
  - 「セネカ族・トナワンダ・バンド」
  - 「カユーガ族」

《アメリカ連邦政府に公式認定要求中の部族・団体≫
- 「チェロキー族」
  - 「チェロキー・ブラックフット族」
  - 「チカマウガ・ノトウェガ・クリーク・バンド」
  - 「自由チェロキー族・鹿の会議」
  - 「北東チェロキー族」
  - 「ヌイ・ケートーワー・チェロキー族」
  - 「オハッチー・チェロキー族」
- 「ストックブリッジ・マンシー族（マヒカン族）」
  - 「コンカポット・バンド」
- 「アクエサスネ・モホーク族」 ※カナダ連邦政府が公認
- 「モンタウク族（モンタウケット族）」
  - 「ロングアイランド・モンタウケット族」
- 「西モヘガン族」

≪アメリカ連邦政府は公式認定していないが、州政府が認定している部族≫
- 「ニューヨーク・シンネコック族」
- 「ウンケチャウゲ・プースパチュック族」

### インディアンとニューヨーク州税
イロコイ連邦の、連邦条約で保証された連邦・州政府の直接権限の及ばない「主権国家」としての立ち位置は、これを快く思わない州政府との間で、しばしば州税関連での衝突を起こしている。イロコイ連邦部族の販売物は、ニューヨーク州政府の課税対象とならない。これは1838年の「バッファロークリーク条約」の約定によるものである。
1992年7月16日、ニューヨーク州政府はセネカ族が連邦法に基づき保留地で無税販売しているたばことガソリンに対し、州税を課すと決定し、それまでの「未払い分」5000万ドルを要求。セネカ族はカッタラウガス保留地を通る国道438号線一帯を数日にわたり封鎖。州警察部隊と乱闘となった。彼らは「どうしても州が課税するなら、我々から奪った土地を返せ」と主張。州はこれを取り下げたが謝罪はなかった。
1995年に就任したジョージ・パタキ知事は、石油とコンビニエンスストア業界を後ろ盾に、イロコイ族からの州税徴収に固執し、インディアンたちからは、19世紀の対インディアン虐殺者として悪名高い軍人、ジョージ・アームストロング・カスターと引っかけた「ジョージ・カスター・パタキ」 (GEORGE "CUSTER" PATAKI) と呼ばれている。
1997年、パタキ知事はイロコイ族に対する彼らの保留地でのたばこ、ガソリンその他の非課税販売の禁止撤廃を決議し、4月1日よりイロコイ族の各保留地の周りに、数百人の州警察官を配置した。物資輸送トラックの保留地への運行が州警察によって阻止されて、国道沿いのたばこ店やガソリンスタンドは休業を余儀なくされた。1000人以上のインディアンとインディアン以外の従業員が、こうして一時解雇された。
5月18日、オノンダーガ族保留地で課税交渉会議が開かれ、これに反対する部族員のデモを州警察が襲い、この際、老人や児童が警官に暴行を受ける姿が全米で報道された。イロコイ族は彼らの保留地内の国道11、12号線をデモ封鎖してこれに抗議し、非インディアンも含めたデモ隊は州都オールバニまで行進した。ここに至って、内外からの州政府に対しての批判と抗議は全米規模に拡大し、州税部は課税実施を拒否。州裁判所はパタキ知事に対し、課税要求の破棄を命じた。
オノンダーガ族はデモ決起の際に、彼らの保留地内を通る州立高速国道81号線横の案内掲示板に、「ジョージ・カスター・パタキ、ニューヨーク州警官、オノンダーガ市保安官によって、裏切り者、強姦犯と人殺しによる支配が保障されるオノンダーガ国」との文言を掲示した。
2000年8月17日、パタキ知事はイロコイ族のインターネットによるたばこの非課税通販を禁止する法案に署名した。1987年からたばこの通販を開始しているセネカ族は「この決定は保留地で暮らすセネカ族の生活に大打撃を与えるものだ」としてこれに猛反発、バッファロー市で同州の部族の顧問弁護士を務めるジョゼフ・クラングルは、「パタキ知事が1997年の最後の課税抗議の際に、インディアンと交わした約束を破るなどとはとても信じられません」とコメントした。
ニューヨーク州はたばこ1箱1.11ドル（当時）と、全米最高率の税を課している。一方、市価よりはるかに安価でたばこを販売しているインディアンのインターネット・サイトは50を超えている。パタキ知事の署名したこの法案はユナイテッド・パーセル・サービスやフェデックスなどの、州の納税印のないインディアンのたばこの宅配業者も処罰の対象とするものであり、違反者に対しては「E級犯罪」として最高1年、再犯時は最高4年の実刑を課し、州衛生局によって最大5000ドルの罰金を科せられた。さらに州税法改正によってこれに「D級犯罪」が加えられ、最終的に最大7年の実刑が課されるものとなった。
2000年9月28日、連邦司法省はパタキ知事のインディアンの連邦保留地周辺の土地を巡る係争に対する苦情に対し、「元々インディアンから彼らの領土を不法に奪ったのはニューヨーク州であって、州の間違いは州が負うべきである」と回答した。
2003年6月、ニューヨーク州は同州のインディアン部族に対し、数百万ドルの税徴収と、インディアンによるたばこのインターネット通販の禁止を再決議した。セネカ族はこれを9億ドル級の経済的損失として徹底抗戦を宣言。セネカ族のリッキー・アームストロングSrは、「コンビニエンスストアのチェーン事業は、その地元からサイフォン式に金を吸い上げているではないか」とし、「セネカ族のインターネット・ビジネスは何10万ドルもの利益をもたらし、それはこの領土に投資される。我々の主権を踏みつぶし、これを崩壊させるよう州議員を説得した巨大なコンビニエンスストア複合企業体に対して、パタキは同じことを言えるのか」とコメントした。
2006年3月1日、州政府は州税法が実効化されたと発表、税額はひと箱当たり1.50ドルとなった。たばこ業者は同州のインディアン保留地へのたばこの納入を一時見合わせた。パタキ知事と対立するエリオット・スピッツァー司法長官は州税法の実施延期を求め、そのスポークスマンは、「パタキ政権がたばこの卸売業者を脅かし威圧しており、公式の国策を妨げている」との司法長官の意見を伝え、緊張状態が続く中、たばこの値段は上がり続け、部族は悲鳴を上げた。
2006年5月、オノンダーガ族が9年前に立てた保留地案内看板が、何者かによって「贔屓屋のエリオット・スピッツァー、ニューヨーク州警官、オノンダーガ市保安官によって、裏切り者、強姦犯と人殺し、非オノンダーガによる支配が保障されるオノンダーガ国」と書き換えられた。スピッツァー司法長官はオレン・ライオンズらイロコイ族代表と会談を重ね、課税反対を表明。スピッツァーは2007年に退任したパタキに代わって知事に就任し、課税法案を棚上げしたため事態は小康状態となった。しかしスピッツァーが2008年に失脚したため、再びこの州税を巡る争いが再燃、以後もくすぶり続けている。
2008年11月25日、同州のカユーガ郡とセネガ郡の二つの郡が、「カユーガ族が納税印無しでたばこを販売した」として、それぞれユニオンスプリングスとセネカ・フォールズにある部族のたばこ店2軒を急襲し、たばこ1万7600箱を押収してこの二店舗を閉鎖させた。州最高裁判所ケネス・フィッシャー裁判官に対し、部族顧問弁護人のリー・オールコットは50万ドル相当のこの押収物の返還に応じなければ郡を提訴すると述べた。
2009年1月24日、ニューヨーク上訴法廷はこれらのたばこ店が連邦管轄である保留地にあるとして、カユーガ族に対する脱税起訴を却下、この裁決後、1月30日に二店舗は無税販売を再開した。カユーガ族に対する訴追者の一人であるカユーガ郡のジョン・バドルマン弁護士は、「彼らが店を再開したと聞いて卒倒したよ。彼らは臆面もなく法に触れている。同じような問題がある中で、1グループが州の判決に違反できるとしたら、これが何を意味するかわかりますか」と不満を漏らしている。

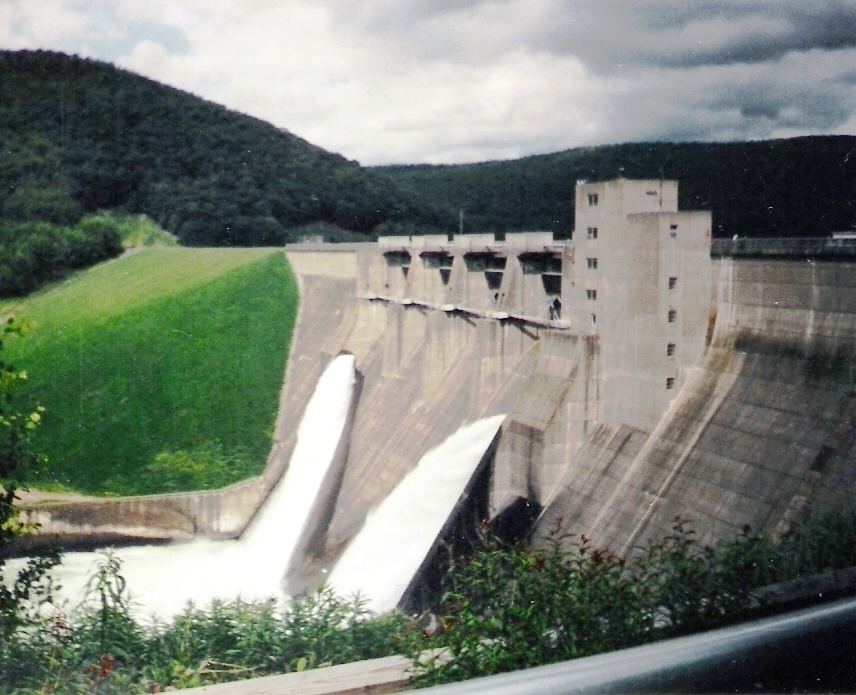
セネカ族の故郷を沈めた「キンズア・ダム」

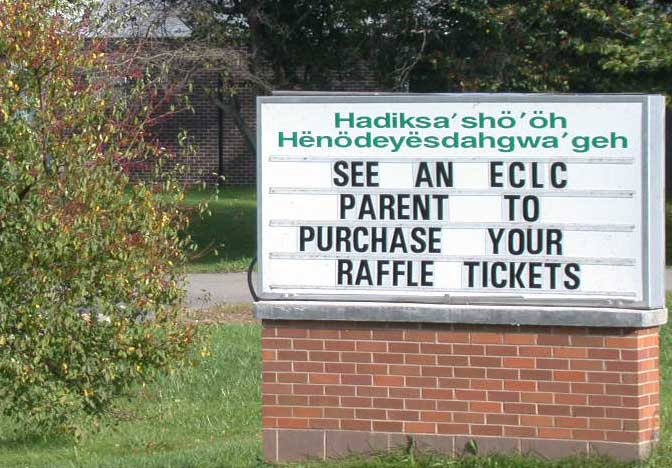
「カッタラウガス保留地」セネカ族交流センターのセネカ語看板

### 歌になったセネカ族の強制移住
セネカ族が1794年の「カナンダイグア条約」で連邦政府から保証された1万エーカー（40.47km2）の保留地は、1960年に着工し、アレゲニー川を堰き止めた「キンズア・ダム」（1965年より稼働）によって水没した。故郷を奪われた600人のセネカ族は、サラマンカへ強制移住させられたのである。セネカ族のダム建設反対嘆願はアメリカ自由人権協会によって後押しされたが、ジョン・F・ケネディ大統領によって却下され、部族の英雄ハンサム・レイクの墓も水底に沈められた。
20世紀に行われたセネカ族の強制移住は、ロック歌手のジョニー・キャッシュによって「苦い涙：アメリカインディアンのバラード」（作曲はナラガンセット族のピーター・ラ・ファージ）、またクリー族フォーク歌手のバフィー・セント・メリーによって「今、バッファローは去った」 (Now That the Buffalo's Gone)、「わが故郷、わが家族はお前が死なせた」 (My Country 'Tis of Thy People You're Dying) として歌われた。

### インディアン・カジノ
ニューヨーク州では、イロコイ連邦の3部族が以下のインディアン・カジノを運営している。シンネコック族は2009年度での連邦認定が実現視されており、現在、部族カジノの設営計画に取りかかっている。
2008年1月に、アメリカ連邦政府はキャッツキルにおけるモホーク族のカジノ計画を、保留地から遠いことを理由に不認可とした。現在、モホーク族はオバマ政権によるカジノ開設認可に期待をこめている。
- セネカ族
  - 「セネカ・アレガニー・カジノ」
  - 「セネカ・ゲーミング・エンターテインメント」 - 二か所で営業
  - 「セネカ・ナイアガラ・カジノ」
  - 「レイクサイド・ゲーミング」
  - 「バッファロー渓流カジノ」
- モホーク族
  - 「アクウェサスネ・モホーク・カジノ」
  - 「モホーク・ビンゴ・パレス」
  - 「モホーク・モンチセロ競馬場&カジノ・リゾート」 - 競馬場も併設した一大娯楽リゾート
  - 「モホーク・山岳カジノ・リゾート」
- オナイダ族
- 「曲がり角の石のカジノ・リゾート」 ※「曲がり角の石」は、オナイダ族の正式部族名から採ったもの

## 主要な都市および町
ニューヨーク州の都市、町、郡の一覧：ニューヨーク州の都市一覧、ニューヨーク州の町一覧、ニューヨーク州の村一覧、ニューヨーク州の郡一覧、ニューヨーク州の国勢調査指定地域一覧 および ニューヨーク州の行政区画一覧。

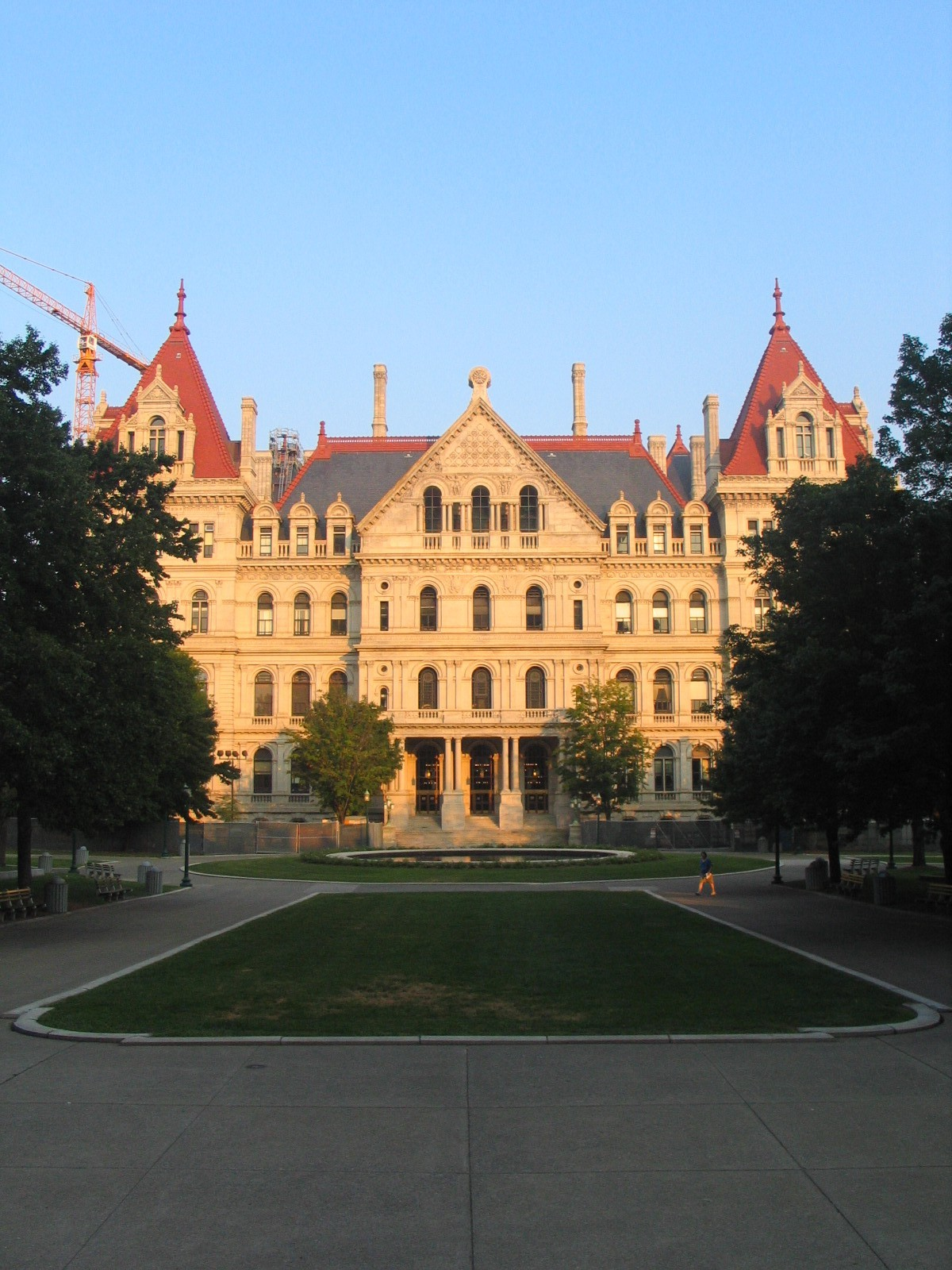
オールバニ
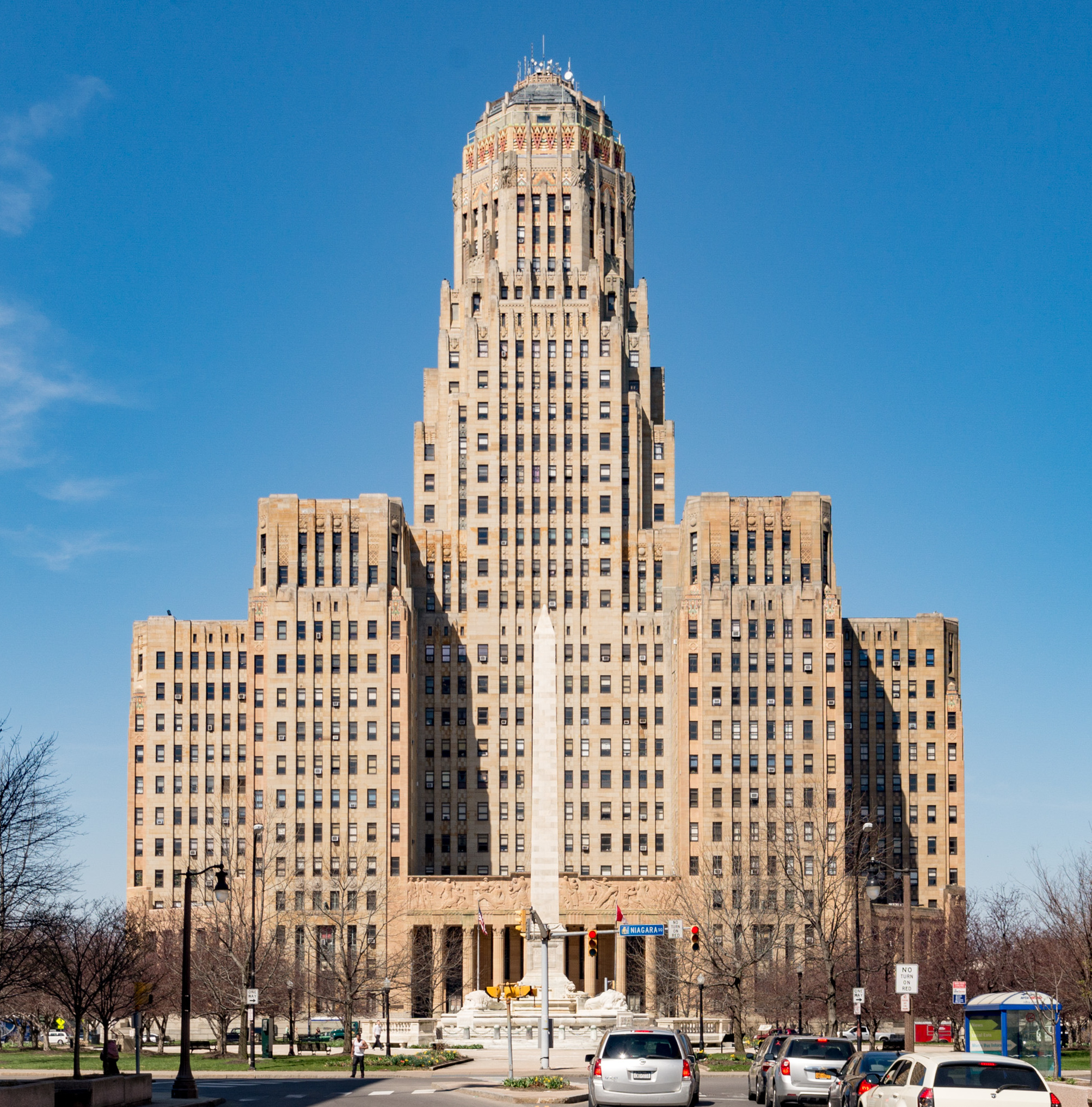
バッファロー
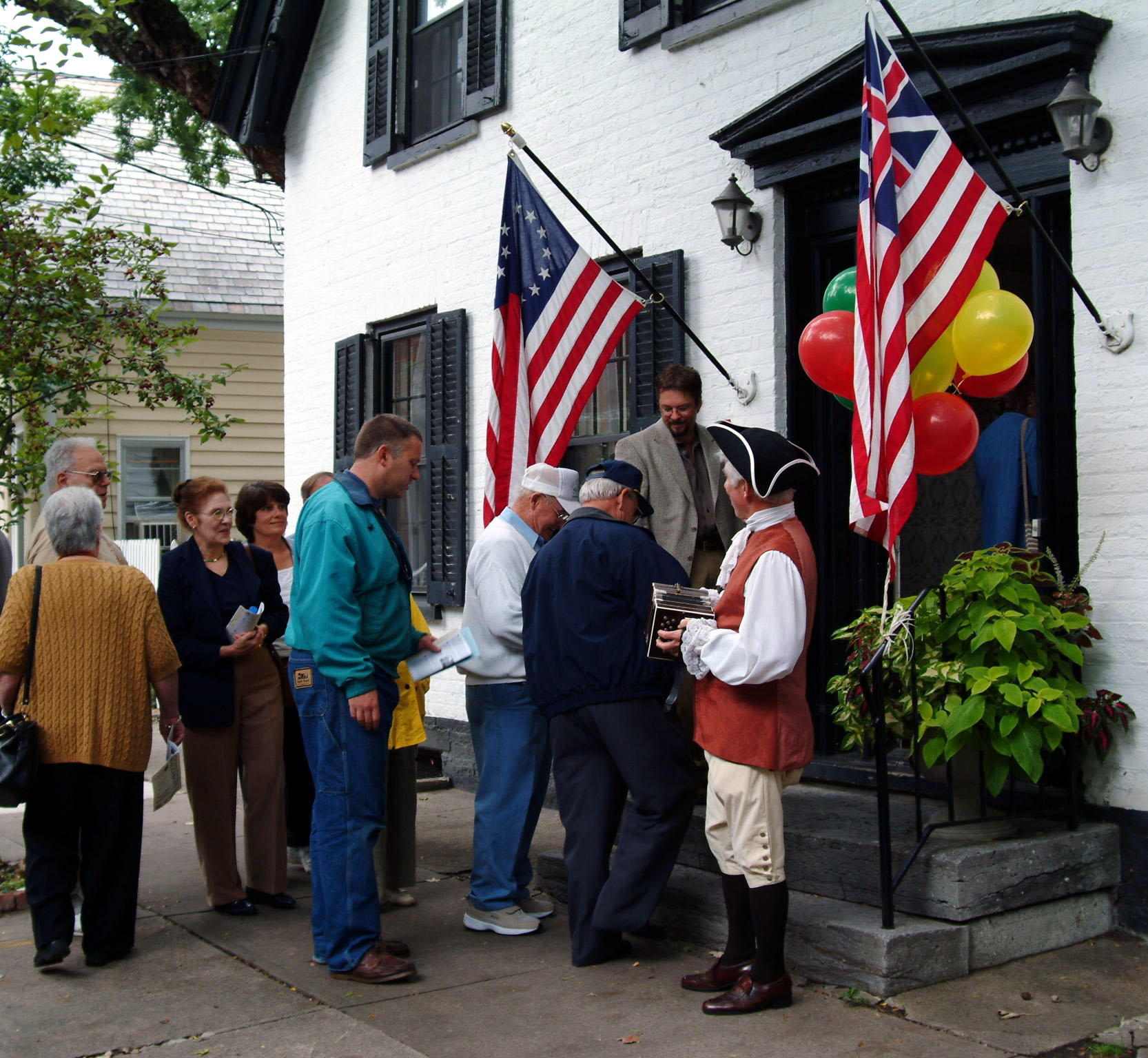
スケネクタディ
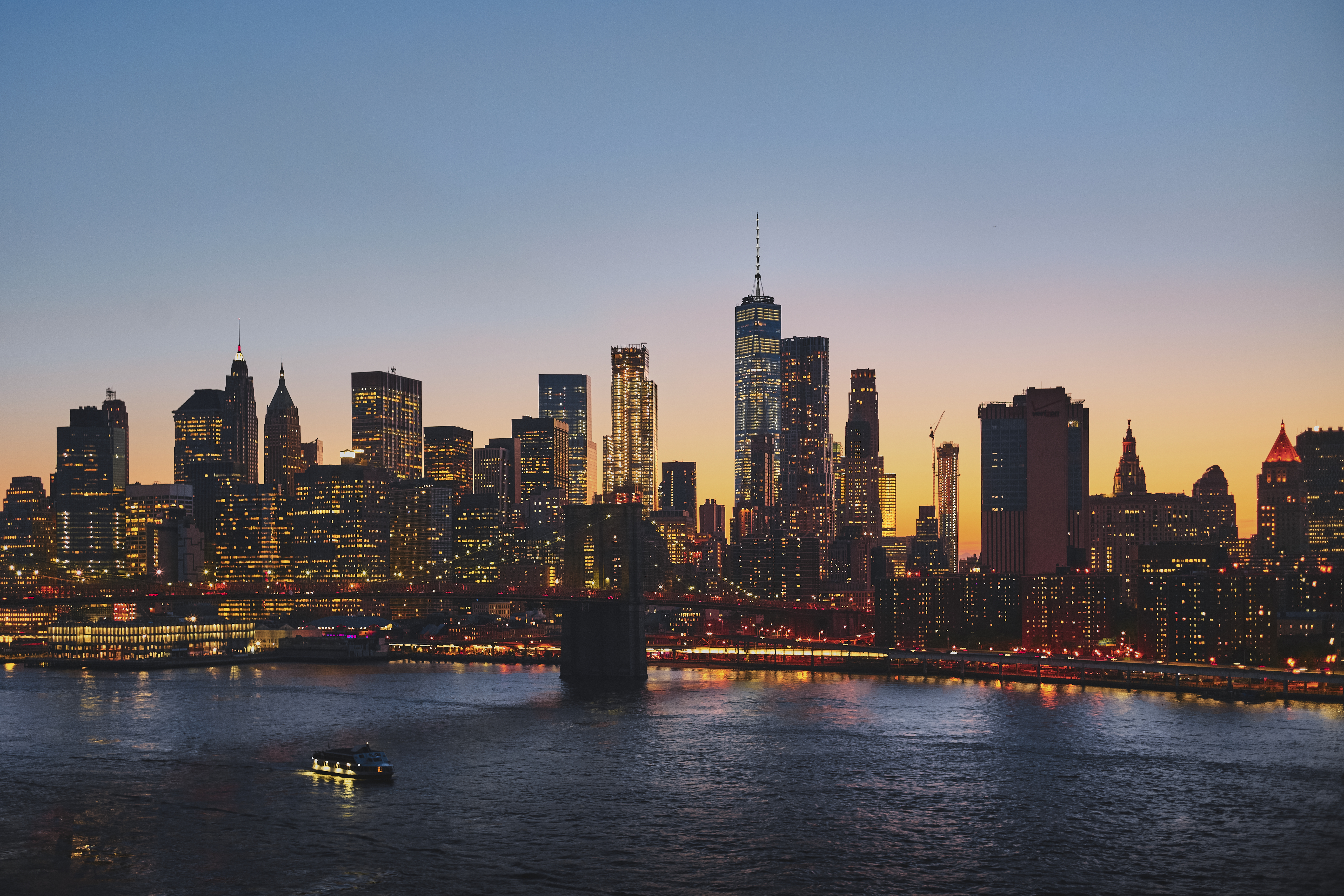
ニューヨーク市
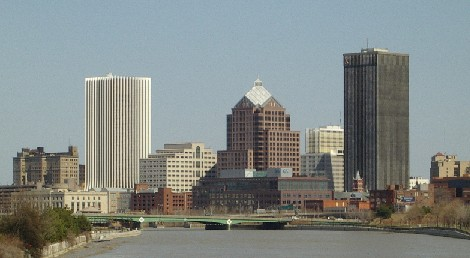
ロチェスター
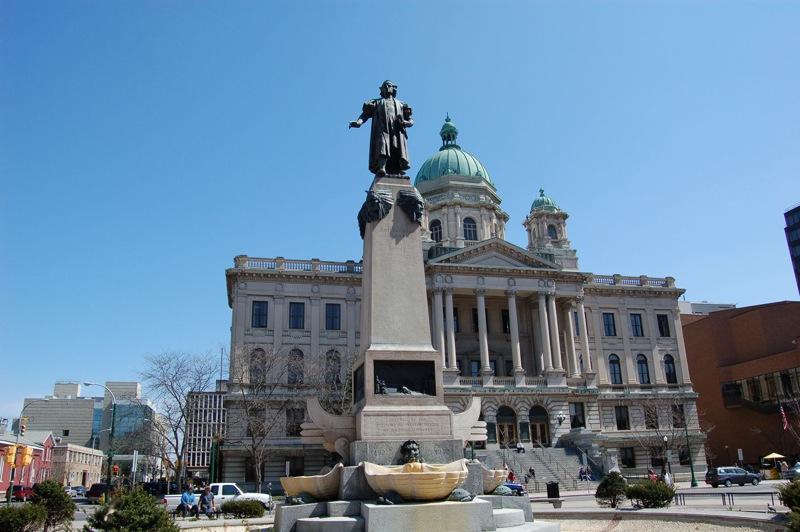
シラキュース
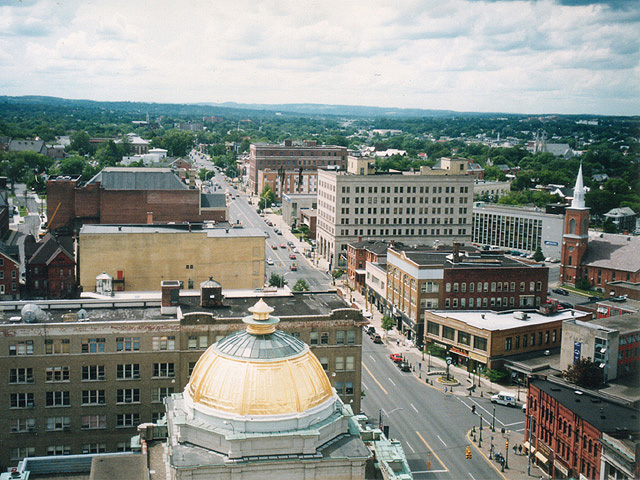
ユーティカ
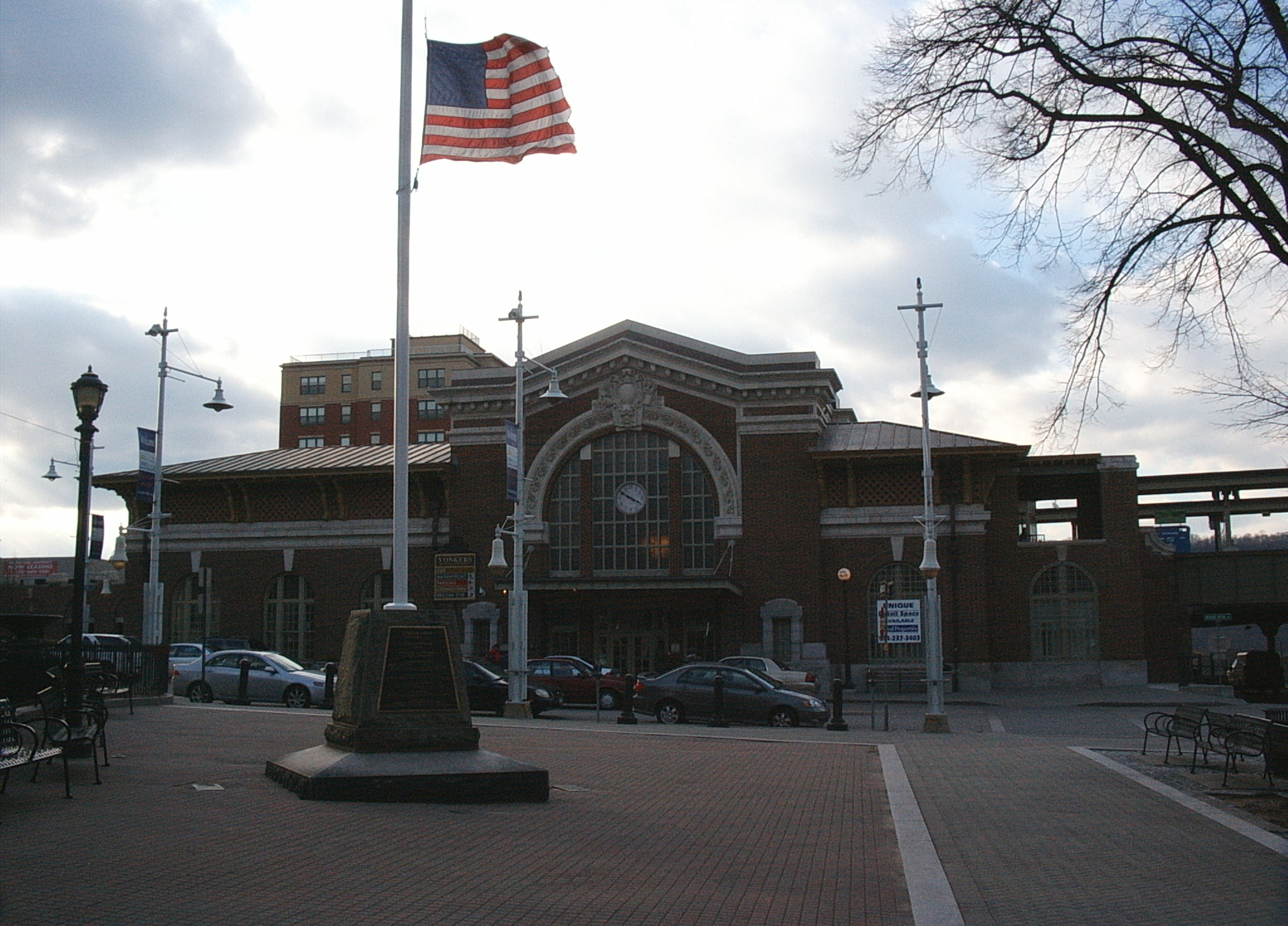
ヨンカーズ

州内で最大都市並びにアメリカ合衆国内で最大人口都市は五つの郡から構成されるニューヨーク市である。ニューヨーク市は州人口の25%以上を占めている。バッファローは州内で2番目に最大な都市である。最小都市はオナイダ郡ヴァーノン郡区の東に位置するシェリル (Sherrill)である。オールバニは州都であり、ロングアイランドにあるヘムステッド町は70万人を超える最大人口の町である。
| 人口の多い都市10傑、( )内は2020年国勢調査時点での人口 1. ニューヨーク (8,804,190) 2. バッファロー (278,349) 3. ヨンカーズ (211,569) 4. ロチェスター (211,328) 5. シラキュース (148,620) 6. オールバニ (99,224) 7. ニューロシェル (79,726) 8. マウントバーノン (67,292) 9. スケネクタディ (66,135) 10. ユーティカ (65,283) |

| 都市圏10傑、( )内は2020年国勢調査時点での人口 1. ニューヨーク都市圏 (20,140,470、州内のみでは12,828,009) 2. バッファロー都市圏 (1,166,902) 3. ロチェスター都市圏 (1,090,135) 4. オールバニー都市圏 (899,262) 5. ポキプシー・ニューバーグ・ミドルタウン川都市圏 (697,221) 6. シラキュース都市圏 (662,057) 7. ユーティカ・ローム都市圏 (292,264) 8. ビンガムトン都市圏 (247,138) 9. キングストン都市圏 (181,851) 10. グレンズフォールズ都市圏 (127,039) |

## 経済
主要記事：ニューヨーク州の経済

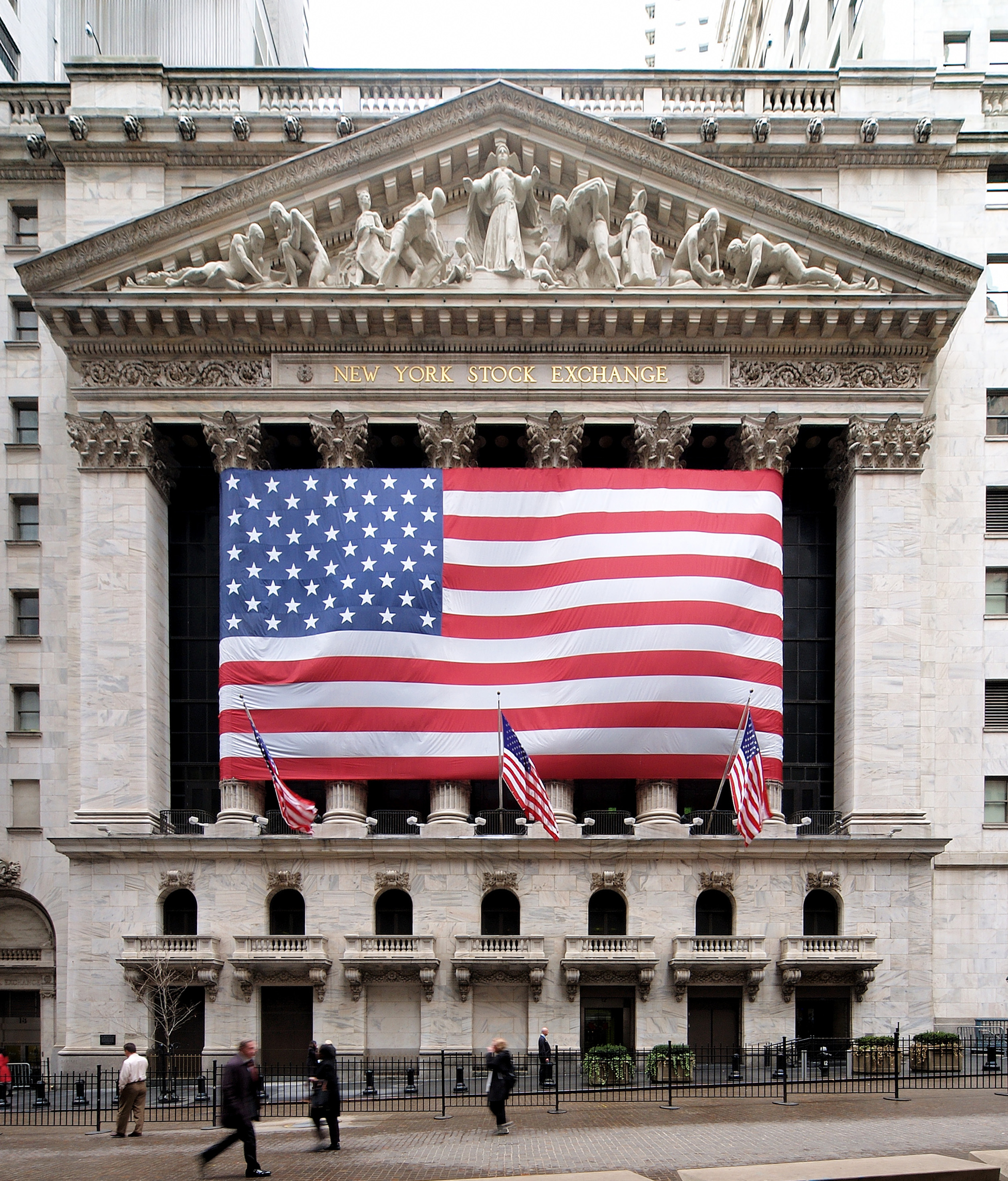
ニューヨーク証券取引所、世界最大の証券取引所

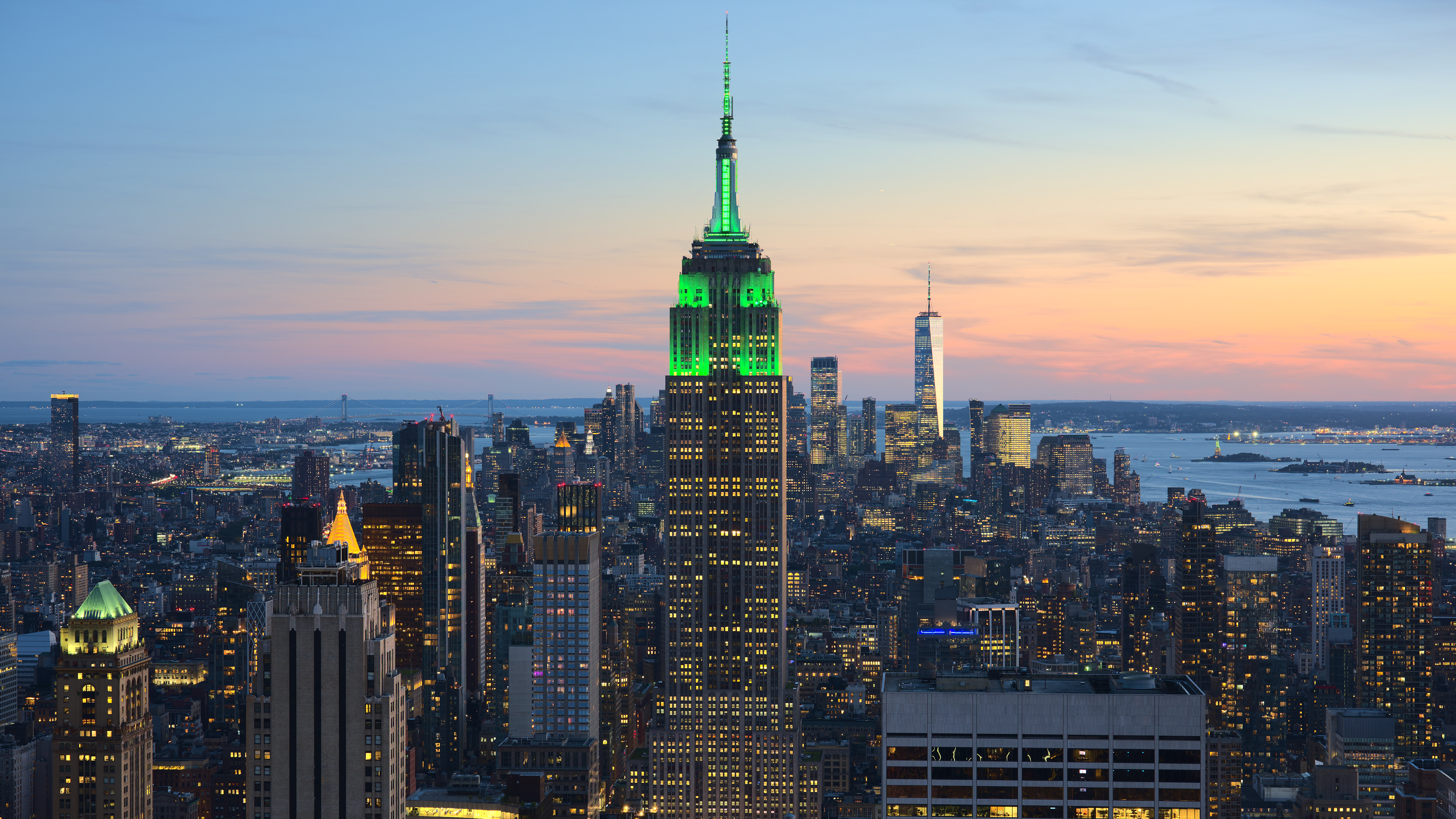
ニューヨーク市のミッドタウン、合衆国最大の中心業務地区

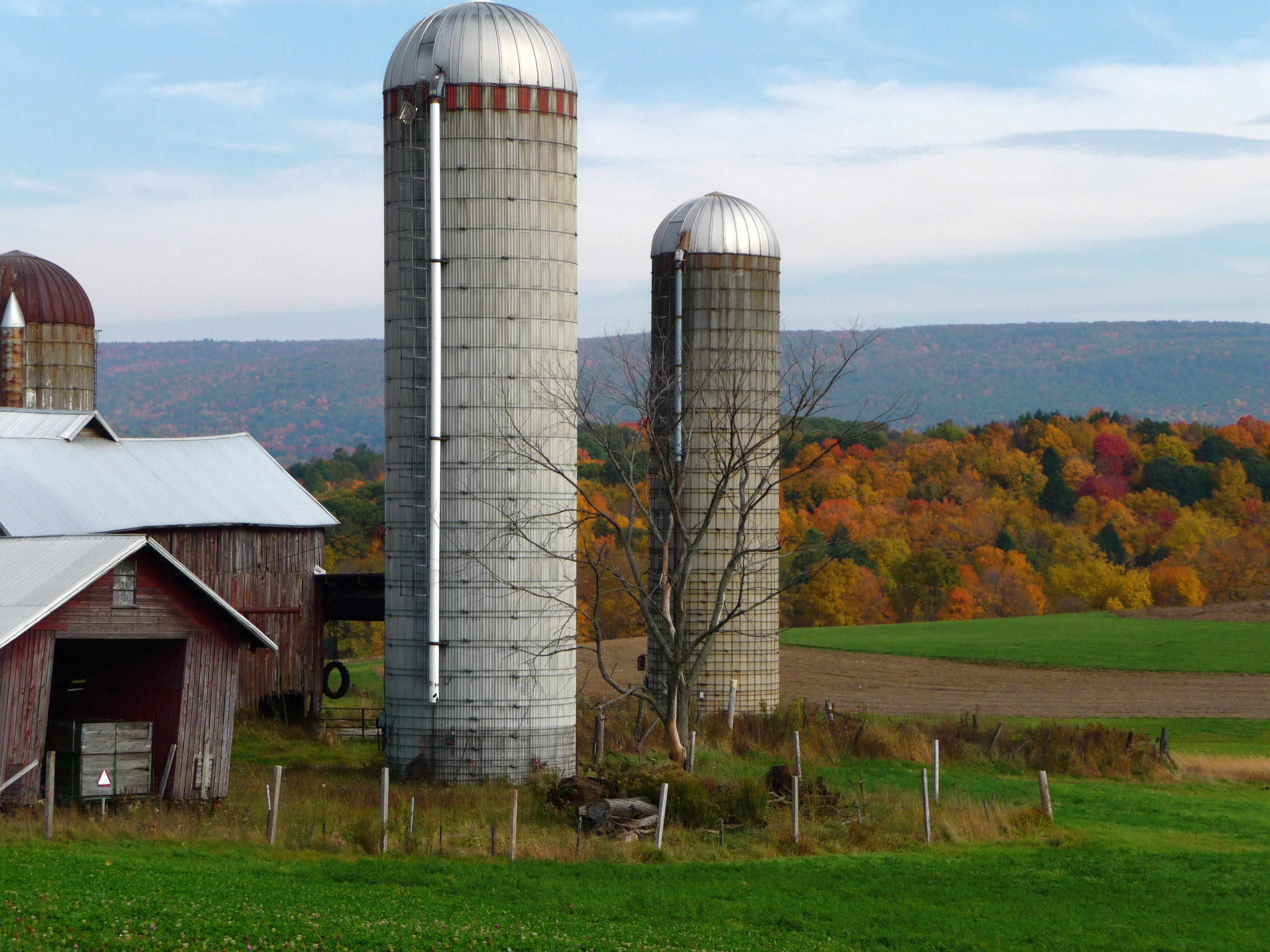
ブランズウィックの酪農場

ニューヨーク州の州内総生産は2007年で1兆1000億ドルであり、カリフォルニア州とテキサス州に次いで国内第3位だった。世界の独立国と比べてもトルコに次いで第16位である。2007年国民総生産州民一人当たり総生産は46,364ドルであり、国内ではメリーランド州に次いで第6位、世界ではアイルランドに次いで第8位である。農業生産物としては、酪農品、牛などの家畜、野菜、苗およびリンゴがある。製造業などでは印刷出版、科学機器、電気機器、機械類、化学品、および観光が挙げられる。
最近の予算政策優先度研究所の調査では、国内の大型州の幾つかを含む13州が2009年会計年度で予算不足に陥っていた。ニューヨーク州は43億ドルの赤字である。ニューヨーク州は食料品、日用雑貨、鉱物、コンピュータ関連商品、ダイヤモンド製品、および自動車部品など多種多様な製品を輸出している。2007年の総輸出高は711億ドルであり、輸出先はカナダ（150億ドル）、イギリス（60億ドル）、スイス（59億ドル）、イスラエル（49億ドル）、香港（34億ドル）の順で多い。輸入品としては石油、金、アルミニウム、天然ガス、電気、ダイヤモンド原石、および木材が多い。
ニューヨーク州にとってカナダは重要な貿易相手である。2007年では輸出品の21%がカナダ向けだった。カナダ人はニューヨーク州を訪れたときに4億8,700万ドルを遣っており（2004年）、観光収入も経済の大きな部分になっている。
ニューヨーク市は銀行、金融および通信分野でも国内の中心であり、世界最大の証券取引所であるニューヨーク証券取引所がある。多くの世界的大企業が市内に拠点を置いている。
州内には大規模な工業集積地があり、印刷出版業、衣類、毛皮、鉄道機器とバス車両の製造が著名である。これらの工場の大部分はアップステートに固まっている。オールバニやハドソン川流域はナノテクノロジーやマイクロチップの製造、ロチェスター地域は写真用機器の製造で重要な拠点である。
ニューヨーク州は農業製品の大生産地でもあり、酪農品、リンゴ、サクランボ、キャベツ、ジャガイモ、タマネギ、メープルシロップなど多くの製品があり、国内でも5傑に入る州である。キャベツの生産高では国内最大である。州内面積の4分の1が農業用地であり、2001年で総生産高は34億ドルだった。オンタリオ湖の南岸はリンゴ、サクランボ、プラムおよびナシの果樹園として土壌と微気候の組み合わせが良い。ハドソン川流域やシャンプレーン湖周辺でもリンゴが栽培されている。
ニューヨーク州は国内第3位のブドウの生産地であり、カリフォルニア州に次いで第2位のワインを生産している。エリー湖の南岸とフィンガー湖群南部の丘陵面には多くのぶどう園がある。さらにロングアイランドのノースフォークには、過去30年間でぶどう園やワイン製造と観光用の施設が造られてきた。州内には3万エーカー (12 km2) のぶどう園、212のワイン製造所があり、2004年には2億本のワインを生産した。ニューヨーク州のブドウとワインの製造で60億ドルの売り上げを上げている。
ロングアイランドの大西洋岸にそって中規模の商業用海釣り設備がある。二枚貝、ロブスター、イカおよびヒラメが獲れる。これらの地域では海洋生物の増加に繋がる環境保護によって経済が発展してきている。

### 主な会社など
ニューヨーク州に拠点を持つ企業には以下のようなものがある。出版会社の本社はニューヨーク市に多い。
- シティグループ
- CBS
- IBM
- ベライゾン・コミュニケーションズ
- GLOBALFOUNDRIES
- コダック
- ネイサンズ
- ティファニー
- メリルリンチ
- ダイナソー・バーベキュー
- L-3 コミュニケーションズ

### 交通
主要記事：ニューヨーク州の交通
| ニューヨーク・ステート・スルーウェイ |

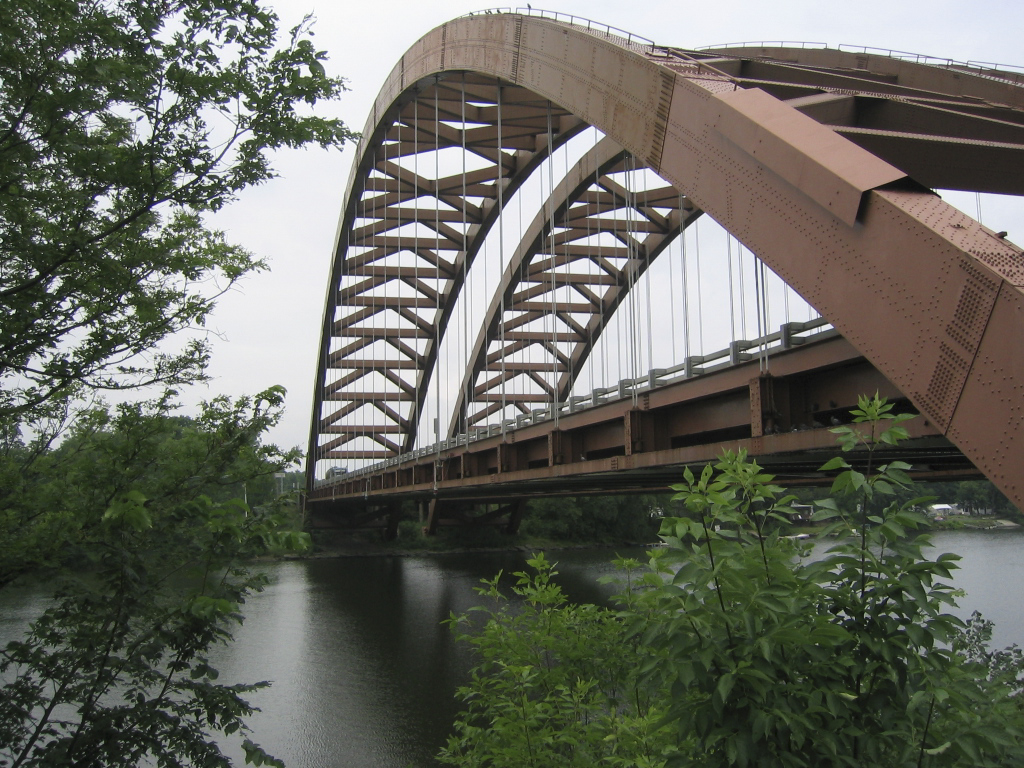
タデウシュ・コシチュシュコ橋、モホーク川に架かりニューヨーク・ステート・スルーウェイ（州間高速道路87号線）が通っている

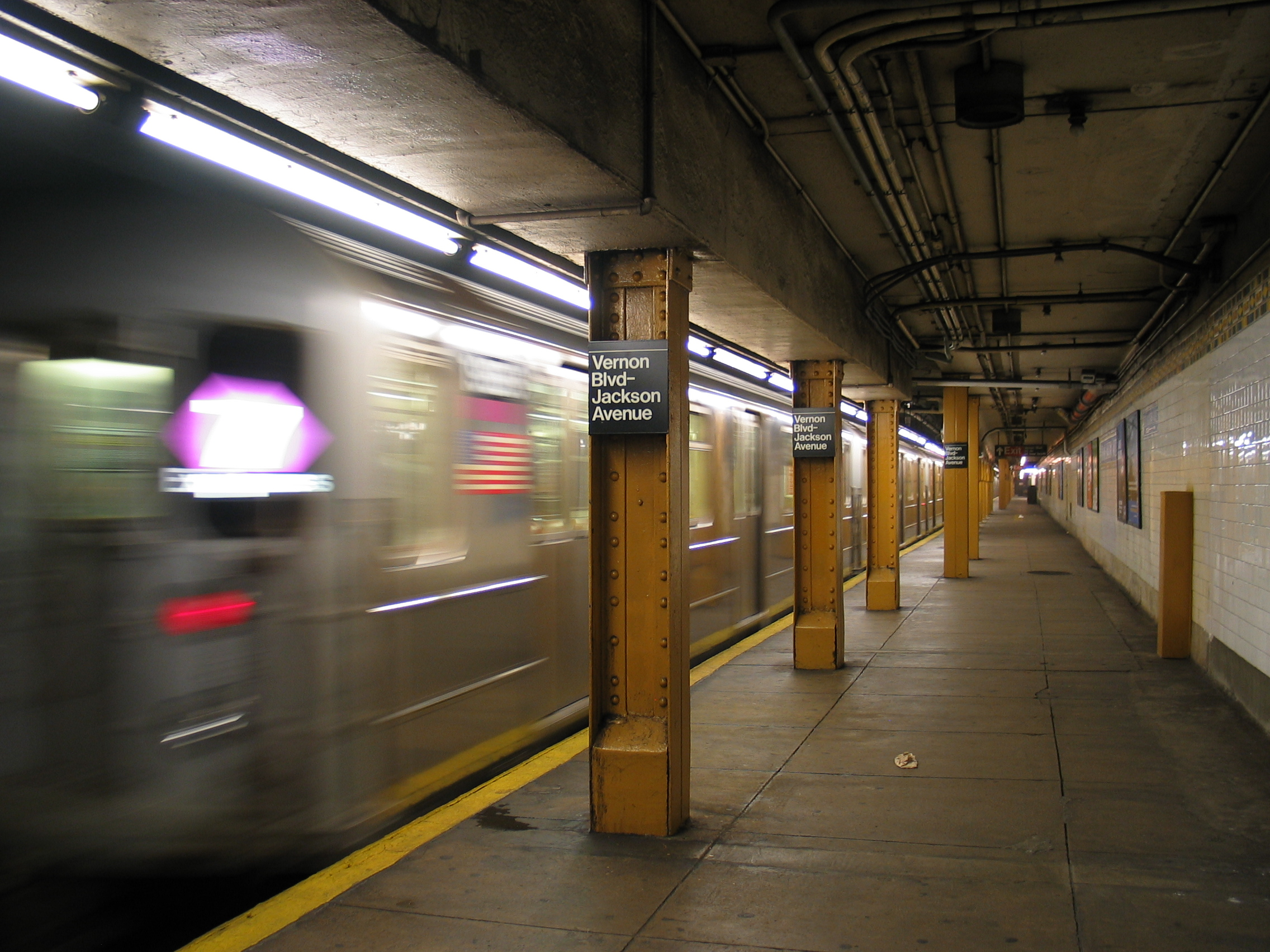
ニューヨーク市地下鉄、1日500万人以上の利用がある

ニューヨーク州は国内でも最も広範で最古の交通体系が造られている州である。地形的な難しさや都市の混雑という特有の問題のための工事の難しさを、州ができて以来常に克服しなければならなかった。州内人口は初期にハドソン川と続いてエリー運河という水路に沿って拡大していった。今日鉄道線やニューヨーク・ステート・スルーウェイが概して同じ経路を辿っている。ニューヨーク州交通局は、いかに州内の特定地域の道路を維持するかということと、さらに道路に徴集される通行料が当初の目的を既に過ぎてしまっているという事実について批判されることが多い。2006年まで通行料はバッファロー市内のスルーウェイで徴収されていた。これが2006年後半の知事選挙中に撤廃された（候補者が共にその撤廃を要求した）。
ニューヨーク市とその周辺では鉄道網が発達しており、ニューヨーク市地下鉄による大量輸送に加えて、4社の通勤用鉄道が郊外と市内の間の通勤輸送を担っている。すなわちロングアイランド鉄道、メトロノース鉄道、パストレインおよびニュージャージー・トランジット鉄道線の内の5線である。他の多くの都市は市内と地域の公共輸送機関を運行している。バッファローではナイアガラ・フロンティア交通公社がバッファロー地下鉄ライトレールを運行しており、ロチェスターではロチェスター地下鉄が1927年から1956年まで運行されたが、廃線になった。
交通体系の一部は一つの交通機関から容易に乗り換えられる共同一貫輸送システムを採っている。元も著名な例の一つとして、エアトレインJFKは鉄道の乗客が直接ジョン・F・ケネディ国際空港のターミナルに移動できるようになっている。
2009年5月、交通コミッショナーのジャネット・サディク＝カーンが指導するニューヨーク市交通局はタイムズスクエアへの自動車の乗り入れを禁止した。このことは環境汚染と歩行者の事故を減らすために考案され、恒久的に執行される見込みである。
- 州内のおもな空港
  - ジョン・F・ケネディ国際空港（JFK）
  - ラガーディア空港（LGA）
  - バッファロー・ナイアガラ国際空港（BUF）
  - オールバニ国際空港（ALB）
  - シラキュース・ハンコック国際空港（SYR）
  - グレーター・ロチェスター国際空港（ROC）
  - ウエストチェスター郡空港（HPN）
  - ロングアイランド・マッカーサー空港（ISP）
  - スチュワート国際空港（SWF）

2007年州知事が不法移民にも運転免許証を交付することを検討していると発言した。だが、この案は後日知事自身が撤回した。

## 政治と政府

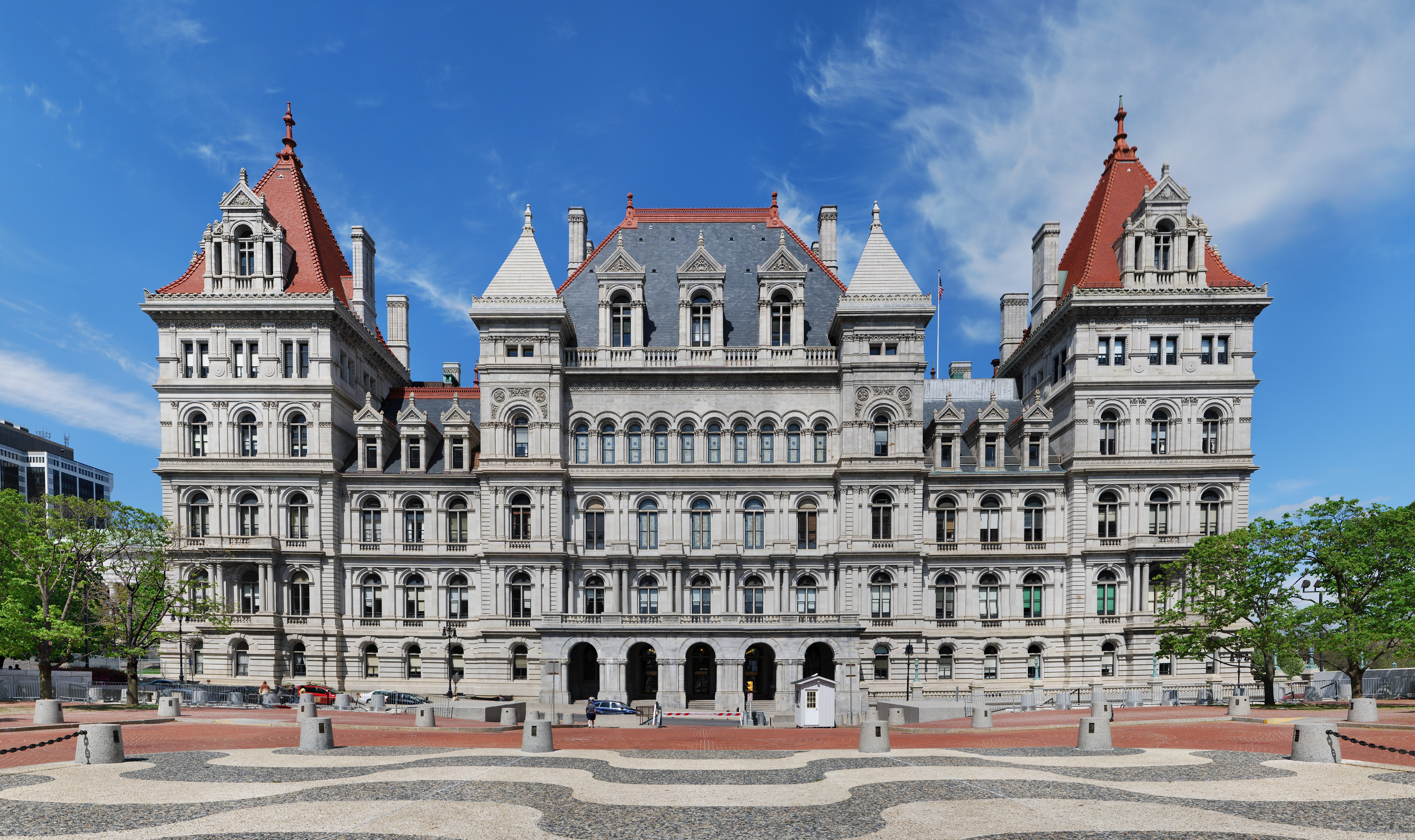
ニューヨーク州会議事堂

1938年に採択された現行のニューヨーク州憲法により、ニューヨーク州でも連邦や他の諸州のそれと同質の三権分立の原則が確立されている。すなわち州知事とその他の個別に選出された行政役人からなる行政府、両院制州議会からなる立法府、州最高裁判所・控訴裁判所・下級裁判所からなる司法府である。
ニューヨーク州からは2011年現在、連邦議会の上院に各州定員の2人の上院議員を、下院には州人口比例で29人の下院議員を選出しており、その合計に等しい31人の大統領選挙人を出している。
ニューヨーク州の州都はオールバニである。州の下の行政区分として62の郡がある。他に公式の行政区分として町、市、および村がある。これらのどれか一つを選ぶ政体は4200以上ある。地方公共団体が集める歳入のうち、約52%はアメリカ合衆国でも最大の市政府であるニューヨーク市単独で集められているが、ニューヨーク市の人口は州全体の42%に過ぎない。
ニューヨーク州は連邦政府と著しい収支不均衡がある。ワシントンの連邦政府に1ドルの税金を納め、そのうち受け取る割り当ては82セントである。この税金当たりで消費される率では最下位に近い42位になっている。
ニューヨーク州の多くの公共サービスは一般に「公社」または「開発法人」と呼ばれる公益法人によって行われている。良く知られた公益法人に、ニューヨーク市の公共交通体系を監督するメトロポリタン・トランスポーテーション・オーソリティと、隣接するニュージャージー州に跨る交通機関と港湾・空港インフラを管理運営するニューヨーク・ニュージャージー・ポート・オーソリティーがある。
ニューヨーク州の法体系はイギリスのコモン・ローに基づいている。

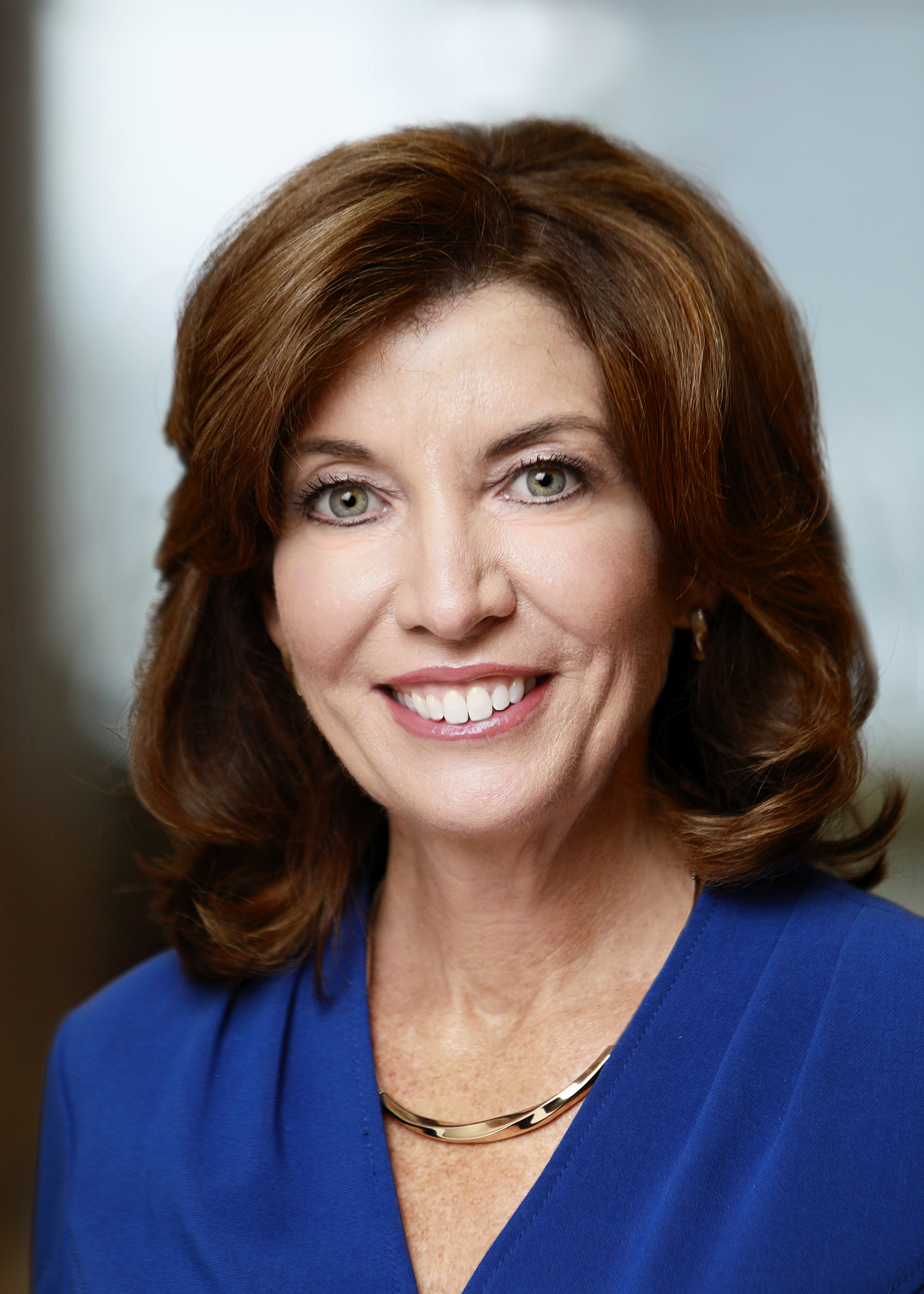
現職ニューヨーク州知事キャシー・ホウクル

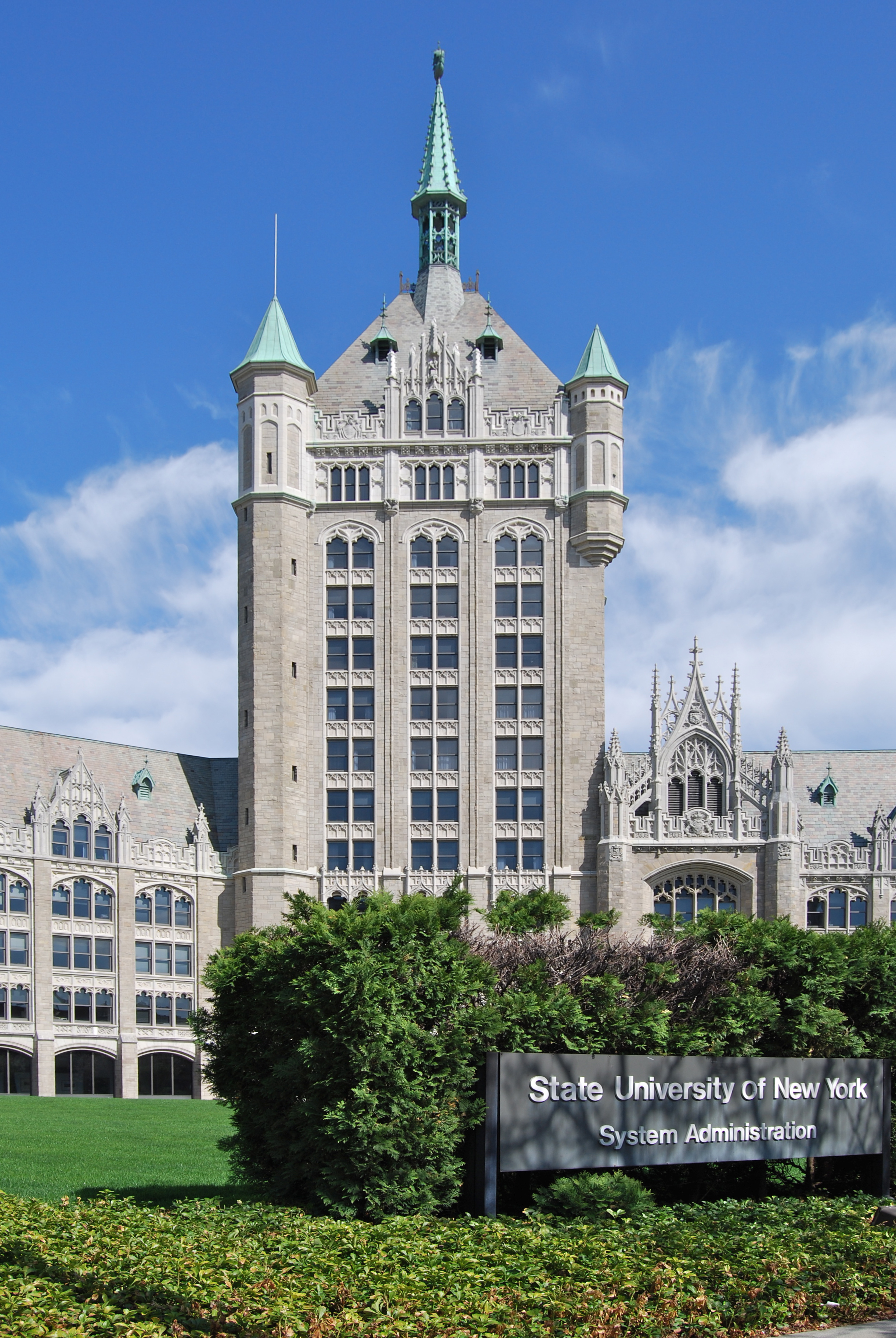
ニューヨーク州立大学オールバニ校の管理棟

### 死刑
死刑制度は1995年にパタキ州知事の下で再導入されたが、2004年にニューヨーク控訴裁判所が「市民対ラバレ事件」判決でニューヨーク州憲法に違背していると裁定した。残っていた死刑宣告者は「市民対ジョン・テイラー事件」判決で終身刑に減刑され、死刑囚監房は2008年にパターソン知事の執行命令で解体された。1963年以来ニューヨーク州で死刑執行は行われていない。法改正を求めた立法府の動きも失敗し、死刑宣告は行われなくなった。

### 政治
ここ数十年間、ニューヨーク州は概して国政選挙で民主党候補者を支持してきた。2008年の大統領選挙ではバラク・オバマが25%差で制した。これは2004年のジョン・ケリーの時よりも大きな差だった。ニューヨーク市も民主党の強い地盤である。州内のオールバニ、バッファロー、ロチェスター、シラキュースのような都市でも民主党が強い。しかし、アップステートの田園部では都市より保守的な傾向があり、共和党を支持している。ウェストチェスター郡やロングアイランドのような人口の多い郊外部では過去20年間の支持政党が揺れてきたが、どちらかと言えば民主党寄りである。
ニューヨーク市は民主、共和両政党にとって合衆国の中でも政治資金集めの重要な拠点である。国内で政治献金の多い場所を郵便番号で分類した時、上位5位の中にマンハッタンのものが四つ入っている。最大はアッパー・イースト・サイドであり、2000年の大統領選挙では、ジョージ・W・ブッシュ、アル・ゴア共に最大の資金を集めた。

## 教育
ニューヨーク州大学校が州内の初等、中等および高等学校レベルの教育を管理しており、ニューヨーク市教育局がニューヨーク市の公立学校を運営している。

### 大学・短期大学

#### 公立
カレッジでは、州内の公立大学システムがニューヨーク州立大学である。ニューヨーク市立大学はニューヨークの公立大学システムである。ニューヨーク州立大学システムには64のコミュニティカレッジ、工科カレッジ、学部カレッジおよび大学から構成されている。オールバニ校、ビンガムトン校、バッファロー校、およびストーニーブルック校の四つが中心になっている。
| - ニューヨーク州立大学 - ニューヨーク州立大学オールバニ校 - ニューヨーク州立大学ジェネセオ校 - ニューヨーク州立大学ストーニーブルック校 - ニューヨーク州立大学バッファロー校 - ニューヨーク州立大学ビンガムトン校 - ニューヨーク州立ファッション工科大学 - ロックランド・コミュニティ・カレッジ | - ニューヨーク市立大学 - ニューヨーク市立大学クイーンズ校 - ニューヨーク市立大学スタテンアイランド校 - ニューヨーク市立大学大学院センター - ニューヨーク市立大学バルーク校 - ニューヨーク市立大学ハンター校 - ニューヨーク市立大学ブルックリン校 - ニューヨーク市立大学ヨーク校 - ニューヨーク市立大学ラガーディアコミュニティ・カレッジ - ニューヨーク市立大学リーマン校 |

#### 私立
私立の大学で著名なものも多い。アメリカ合衆国北東部では最古のカトリック系教育機関であるフォーダム大学や、ニューヨーク州にコロンビア大学とコーネル大学があることでアイビーリーグの大学が唯一複数ある州となっている。ウェストポイントすなわち陸軍士官学校はハドソン川のニューヨーク側ニューバーグの直ぐ南にある。
| - アート・スチューデンツ・リーグ・オブ・ニューヨーク - アメリカン・アカデミー・オブ・ドラマティック・アーツ - イェシーバー大学 - イーストマン音楽学校 - ヴァッサー大学 - カニシャス大学 - コーネル大学 - コルゲート大学 - コロンビア大学 - サラ・ローレンス大学 - ジュリアード音楽院 - シラキュース大学 - セント・ジョンズ大学 | - ニューヨーク大学 - バークレーカレッジ - パーソンズ美術大学 - バード大学 - ハミルトン・カレッジ - フォーダム大学 - ホバート＆ウィリアムスミス大学 - マウントサイナイ医科大学 - マンハッタン音楽学校 - ユダヤ教神学院 - ロックフェラー大学 - ロチェスター大学 - ロチェスター工科大学 - 国立聾工科大学 - プラット・インスティテュート |

## 文化

### 美術館・博物館
- メトロポリタン美術館
- ニューヨーク近代美術館
- グッゲンハイム美術館
- アメリカ自然史博物館
- イントレピッド海上航空宇宙博物館
- アメリカ野球殿堂博物館

### オペラ・楽団
- オールバニー交響楽団（英語版）
- アメリカ交響楽団
- ニューヨーク・フィルハーモニック
- メトロポリタン・オペラ
- ニューヨーク・シティ・オペラ
- ニューヨーク・シティ・バレエ団
- ロチェスター・フィルハーモニー管弦楽団
- バッファロー・フィルハーモニー管弦楽団

### スポーツチーム
| - MLS - ニューヨーク・レッドブルズ - ニューヨーク・シティFC - NISA - ニューヨーク・コスモス - MLSネクスト・プロ - ロチェスター・ニューヨークFC - NFL - バッファロー・ビルズ - ニューヨーク・ジェッツ - ニューヨーク・ジャイアンツ - NBA - ニューヨーク・ニックス - ブルックリン・ネッツ - WNBA - ニューヨーク・リバティ - CBA - オールバニ・パトルーンズ - NHL - バッファロー・セイバーズ - ニューヨーク・レンジャース - ニューヨーク・アイランダース - MLR - ラグビー・ユナイテッド・ニューヨーク - MLL - ロングアイランド・リザーズ - ロチェスター・ラトラーズ - NLL - バッファロー・バンディッツ - ロチェスター・ナイトホークス | - MLB - ニューヨーク・メッツ - ニューヨーク・ヤンキース - トロイ・トロージャンズ（1879年〜1882年） - シラキュース・スターズ（1879年、1890年） - バッファロー・バイソンズ（1879-1885年、1890年） - バッファロー・ブルース（1914-1915年） - ロチェスター・ブロンコス（1890年） - マイナーリーグ - ブルックリン・サイクロンズ Brooklyn Cyclones - スタテンアイランド・ヤンキース Staten Island Yankees - ビンガムトン・メッツ Binghamton Mets - バッファロー・バイソンズ - ジェームズタウン・ジャマーズ Jamestown Jammers - バタヴィア・マックドッグス Batavia Muckdogs - ロチェスター・レッドウイングス - オーバーン・ダブルデイズ Auburn Doubledays - シラキュース・チーフス - オネオンタ・タイガース Oneonta Tigers - トライシティ・バレーキャッツ Tri-City ValleyCats (トロイ) - ハドソンバレー・レニゲイズ Hudson Valley Renegades (ワッピンガーズ・フォールズ) - アマチュア野球 - エルマイラ・パイオニアーズ - MLC - MIニューヨーク |

## その他

### 州の象徴など
- 州の動物 - ビーバー
- 州の鳥 - ルリツグミ
- 州の木 - サトウカエデ
- 州の低木 - ライラック
- 州の昆虫 - テントウムシ
- 州の蝶 - アメリカアオイチモンジ (en:Limenitis arthemis )
- 州の花 - バラ
- 州の淡水魚 - カワマス
- 州の海水魚 - ストライプドバス
- 州のモットー - 「より高くへ！」 (Excelsior! )
- 州の歌 - 「アイ・ラブ・ニューヨーク」 (I Love New York )
- 州の色 - 青と金
- 州の化石 - ウミサソリ (Eurypterus remipes)
- 州の宝石 - ガーネット
- 州の飲料 - 牛乳
- 州のは虫類 - カミツキガメ
- 州の果実 - リンゴ
- 州の貝 - ホタテガイ（Bay Scallop, イタヤガイ科）
- 州のマフィン - リンゴのマフィン

### 日本の姉妹都市
- 栃木県那珂川町（旧馬頭町） - ホースヘッズ市、Horseheads
- 東京都 - ニューヨーク市
- 富山県小杉町 - サリバン、Sullivan
- 石川県金沢市 - バッファロー市
- 静岡県浜松市 - ロチェスター市
- 静岡県大須賀町（現掛川市） - コーニング市、Corning
- 岡山県大佐町（現新見市） - ニューパルツ・ヴィレッジ市、New Paltz
- 佐賀県佐賀市 - グレンズフォールズ市、Glens Falls